# جنگ صلیبی چهارم
جنگ صلیبی چهارم (۱۲۰۲–۱۲۰۴ میلادی) با فراخوان پاپ اینوسنت سوم با انگیزه حمله به سرزمین‌های مقدس و بازپس گیریِ اورشلیم آغاز شد. به‌علت درگیری‌های درونی میان پادشاهان و مراکز قدرت مسیحی و مطامع جمهوری ونیز، جنگ صلیبی چهارم از هدف اولیه‌اش منحرف شد و به تسخیر و غارت زادار و قسطنطنیه مسیحی و تقسیم بخش عمده امپراتوری بیزانس بین جمهوری ونیز، صلیبیان و دولت‌های بازمانده از امپراتوری بیزانس انجامید. بدین ترتیب، جمهوری ونیز توانست با اتکا به موقعیت اقتصادی خود، از انگیزه‌های مذهبی صلیبیون برای مقاصد سیاسی و تجاری خود بهره‌برداری کند و به قوی‌ترین قدرت تجاری دریای مدیترانه تبدیل گردد.
پس از شکست پادشاهی اورشلیم در برابر صلاح الدین ایوبی و ناکامی جنگ صلیبی سوم برای بازپس‌گیری شهر اورشلیم، اشتیاق اندکی در اروپاییان برای یک جنگ دیگر باقی مانده بود. اما نهایتاً، بارون‌های فرانسوی پذیرفتند، که در یک جنگ صلیبی دیگر شرکت کنند. صلیبیون برای این منظور، راه دریایی از طریق مدیترانه را برگزیدند. برای تأمین کشتی‌های مورد نیاز با انریکو داندولو، حاکم جمهوری ونیز، قرارداد بستند. داندولو کشتی‌ها را فراهم کرد، اما صلیبیان قادر به پرداخت هزینه‌های هنگفت آن نبودند؛ لذا داندولو از آن‌ها خواست که در عوض بدهی‌شان با حمله به شهر بندری زادار آن را تحت اطاعت جمهوری ونیز درآورند. پس از حمله به زادار و غارت آن، صلیبیون دوباره متوجه شدند که از عهده بازپرداخت اجاره کشتی‌های داندولو برنمی‌آیند. در همین اثنا آلکسیوس چهارم، شاهزاده تبعیدی بیزانسی، از صلیبیون درخواست کرد، که در ازای بازپس‌گیری امپراتوری، بدهی جمهوری ونیز را بپردازد. به همین دلیل رهبران صلیبی تصمیم‌گرفتند تا به قسطنطنیه بروند. آن‌ها پس از حمله به شهر، موفق شدند آلکسیوس چهارم را بر تخت بنشانند، اما او حاضر نشد بیش از نیمی از مبلغ را بپردازد. سپس، در اثر مخالفت مردم قسطنطنیه از امپراتوری خلع شد. پس از یک‌سری سوءتفاهم‌ها و نبردها، نهایتاً صلیبیون، قسطنطنیه را در سال ۱۲۰۴ تسخیر و آن را غارت کردند و بسیاری از اهالی شهر را از دم تیغ گذراندند.
در نتیجه این رخداد، صلیبیون دولتی به نام امپراتوری لاتین را به پایتختی این شهر به‌وجود آوردند، که مدت نیم قرن دوام آورد. در دیگر سرزمین‌های بازمانده از بیزانس نیز سه حکومت مستقل یونانی‌تبار شکل گرفت. بخشی از اموال و سرزمین‌های امپراتوری بیزانس نیز نصیب جمهوری ونیز گردید. بدین ترتیب، ونیز با حذف رقیبش، بدل به بزرگ‌ترین قدرت تجاری مدیترانه گردید. همچنین، ضربه‌ای که از این جنگ به امپراتوری بیزانس وارد شد، سبب گردید که دیگر هرگز جایگاه پیشین خود را به دست نیاورد و در موضع ضعف قرار بگیرد و در نهایت مغلوب ترکان عثمانی شود. از جهت دینی، این وقایع آخرین نقطه جدایی بزرگ بین کلیسای ارتدکس شرقی و کلیسای کاتولیک به‌شمار می‌آید.

## پیش‌زمینه روابط بیزانس و صلیبیون

### جدایی و گسست کلیسای لاتین و ارتدکس
از میانه سده نهم میلادی کلیسای کاتولیک و ارتدکس دچار اختلاف شدند. کلیسای ارتدکس با رسمیت یافتن فیلیوکه (Filioque) در اعتقادنامهٔ رم، موجب انشعاب و اختلاف بیشتر کلیسای ارتدکس و رم شد. این دو کلیسا از آن پس دو راه کاملاً متفاوت را در این باره در پیش گرفتند.
در سال ۱۰۵۴، پاپ لئون نهم که در حال اصلاح نظام پاپی بود، دعوی حکومت جهانی کلیسای رم بر ۵ اسقف، قسطنطنیه، اسکندریه، انطاکیه و اورشلیم کرد که با مخالفت میخائیل سِرولاریوس، پاتریارک قسطنطنیه، روبه‌رو شد که خواهان استقلال از رم بود. لئون، میخائیل سِرولاریوس و پیروانش را آماج تکفیر قرار داد و پاتریارک هم با تکفیری مشابه، تلافی کرد. سرانجام در سال ۱۰۵۴ رسماً دو کلیسای ارتدکس و لاتین از هم جدا شدند. البته دو کلیسا قبلاً هم یکدیگر را تکفیر کرده بودند، ولی جداییِ دائمی پدید نیامده بود. در آن زمان، چنان می‌نمود که هنوز برای آشتی فرصت‌هایی هست، اما شکافِ بین دو کلیسا کم‌کم طی دوره بعدی همچون جنگ صلیبی چهارم بارزتر شد.

### تنش میان امپراتوری بیزانس و صلیبیون
پس از پیروزی صلیبیون در نخستین جنگ صلیبی و برپایی پادشاهی اورشلیم؛ در اواخر سال ۱۰۹۹ میلادی خبر بازپس‌گیری سرزمین اورشلیم توسط مسیحیان به اروپا رسید و سپس جنگ صلیبی دیگری با شرکت نیروهای آلمانی و فرانسوی آغاز گردید. همزمان با پایان یافتن نخستین جنگ صلیبی، در امپراتوری بیزانس، جان دوم، پسر اَلکسیوس یکم، به تخت امپراتوری نشست. وی توانست با اقدامات خود، قدرت از دست رفته امپراتوری در اثر شکست نبرد ملازگرد را بازیابی کند. او در نخستین اقدام، اتحادی با امپراتوری مقدس روم برای شکست دادن پچنگ‌های مهاجم بست و توانست آنان را با کمک آلمانی‌ها در نبرد برویا شکست دهد؛ در ادامه اتحادی دیگر با امپراتوری مقدس روم علیه راجر دوم، پادشاه سیسیل بست. وی در سال ۱۱۴۳ درگذشت و پسرش، مانوئل یکم به تخت امپراتوری نشست. همزمان با اوایل حکومت وی، جنگ دوم صلیبی در سال ۱۱۴۷ آغاز شد. با آغاز جنگ، به‌تدریج، نیروهای صلیبی با یکدیگر و نیز با امپراتوری بیزانس دچار اختلاف شدند. شاید آشکارترین تعارض‌ها، پس از شکست حملهٔ صلیبی دوم بروز کرد؛ و آن هنگامی بود که کُنراد سوم، پادشاه آلمان، در ۱۸ سپتامبر ۱۱۴۸ م عکا را به مقصد سالونیک ترک گفت و در راه به میهمانی امپراتور بیزانس، مانوئل یکم رفت. این دو علیه راجر دوم، پادشاه سیسیل، و هم‌پیمانش لویی هفتم، پادشاه فرانسه، پیمان بستند. پیمان آلمانی–بیزانسی نیز با ازدواج هِنری، برادر کنراد، با دختر برادر امپراتور بیزانس، مانوئل، به نام تئودورا شکل گرفت. شکل‌گیری این اتحادها در بین اروپاییان، باعث شد وحدت نسبی بین صلیبیون از بین برود. اختلاف میان بیزانسی‌ها و این جنگجویانِ ازغرب‌آمده، در مواردی، بیش از اختلاف بیزانسی‌ها و مسلمانان ترک بود؛ به‌طوری‌که در میانهٔ حملهٔ دوم صلیبی میان امپراتور مانوئل و ترک‌ها پیمان عدم تعرض به امضا رسید و ترک‌ها به جنگ با صلیبی‌ها پرداختند. این پیمان اروپاییان را به خشم آورد و بیزانسی‌ها را به خیانت و همکاری با دشمنان دین متهم ساختند.
جنگ‌های صلیبی به مرور باعث ایجاد تنش‌های بلند مدت در میان دولت‌های فئودال اروپای غربی و امپراتوری بیزانس شد. تجربیات ناشی از نخستین و دومین جنگ صلیبی، تفاوت‌های زیاد در میان دو تمدن مسیحی شرقی و غربی را آشکار کرد. لاتینی‌ها (که از سوی بیزانسی‌ها به علت پیوستگی‌شان با آیین‌های مذهبی کلیسای لاتین، به این نام خوانده می‌شدند)، اولویت‌های بیزانس را اهداف دیپلماتیک و تجاری به جای جنگ می‌دانستند، که این خود ناشی از سیاست ریاکارانه بیزانس برای حفظ حکومت خود بود. چرا که، بیزانس سیاست ارتباط و تعامل با مسلمانان را در پیش گرفته بود. از منظر بیزانسی‌ها، فرهیختگان و ثروتمندان بیزانسی بر اروپاییان غربی از نظر فرهنگی و اجتماعی برتری داشتند، بنابراین حکومت آنان بر دولت‌های فئودال اروپای غربی برای رهبری جامعه مسیحیت ارجحیت داشت.
در اوایل مه ۱۱۸۹ میلادی طی سومین جنگ صلیبی، فردریک بارباروسا، امپراتور مقدس روم، همراه با سپاهی به بزرگی ۱۲ تا ۲۵ هزار نفر، متشکل از هزاران پیاده‌نظام و سواره‌نظام، برای رسیدن از آلمان به شام، از راه زمینی به سمت قسطنطنیه حرکت کرد. همین که آلمانی‌ها در برابر مرزهای روم شرقی آشکار شدند، ایزاک دوم، امپراتور روم شرقی و متحد صلاح الدین، به ایالاتی که قرار بود آلمانی‌ها از آنجاها بگذرند، نیرو فرستاد و هشدار داد، که اجازهٔ عبور از خاک خود را نخواهد داد. فردریک در روز ۱۶ نوامبر از فرزند خود هاینریش ششم، خواست که بی درنگ یک ناوگان در بندرهای عمدهٔ ایتالیا تشکیل دهد و پاپ را وادارد که فتوا دهد تا علیه اپراتوری بیزانس هم جنگ صلیبی به راه افتد؛ سپس در ادامهٔ پیشروی خود، شهر ادرنه را غارت کرد و تمام مناطق میان دریای اژه تا دریای سیاه را به تصرف درآورد. چنین بود که ایزاک از همه مواضعش کوتاه آمد، و حتی پیشنهادهایی برای آسودگی و تهیه آذوقه سپاه بارباروسا در جهت رسیدن به شام را هم ارائه داد.
فردریک بارباروسا که یکی از رهبران جنگ صلیبی سوم بود، به همراه صرب‌ها، بلغارها، خائنان بیزانسی و حتی ترک‌های مسلمان، طرحی را ضد امپراتوری بیزانس و با هدف کسب حمایت پاپ برای برپایی یک جنگ صلیبی علیه بیزانس ارتدوکس، برنامه‌ریزی کرده بودند. همچنین طی سومین جنگ صلیبی، ریچارد اول، پادشاه انگلستان، قبرس را که بخشی از سرزمین‌های بیزانس بود، تصرف کرد و به جای آنکه آن را به امپراتوری بازگرداند، این جزیره را به شوالیه‌های معبد فروخت.

### دوره زوال امپراتوری بیزانس

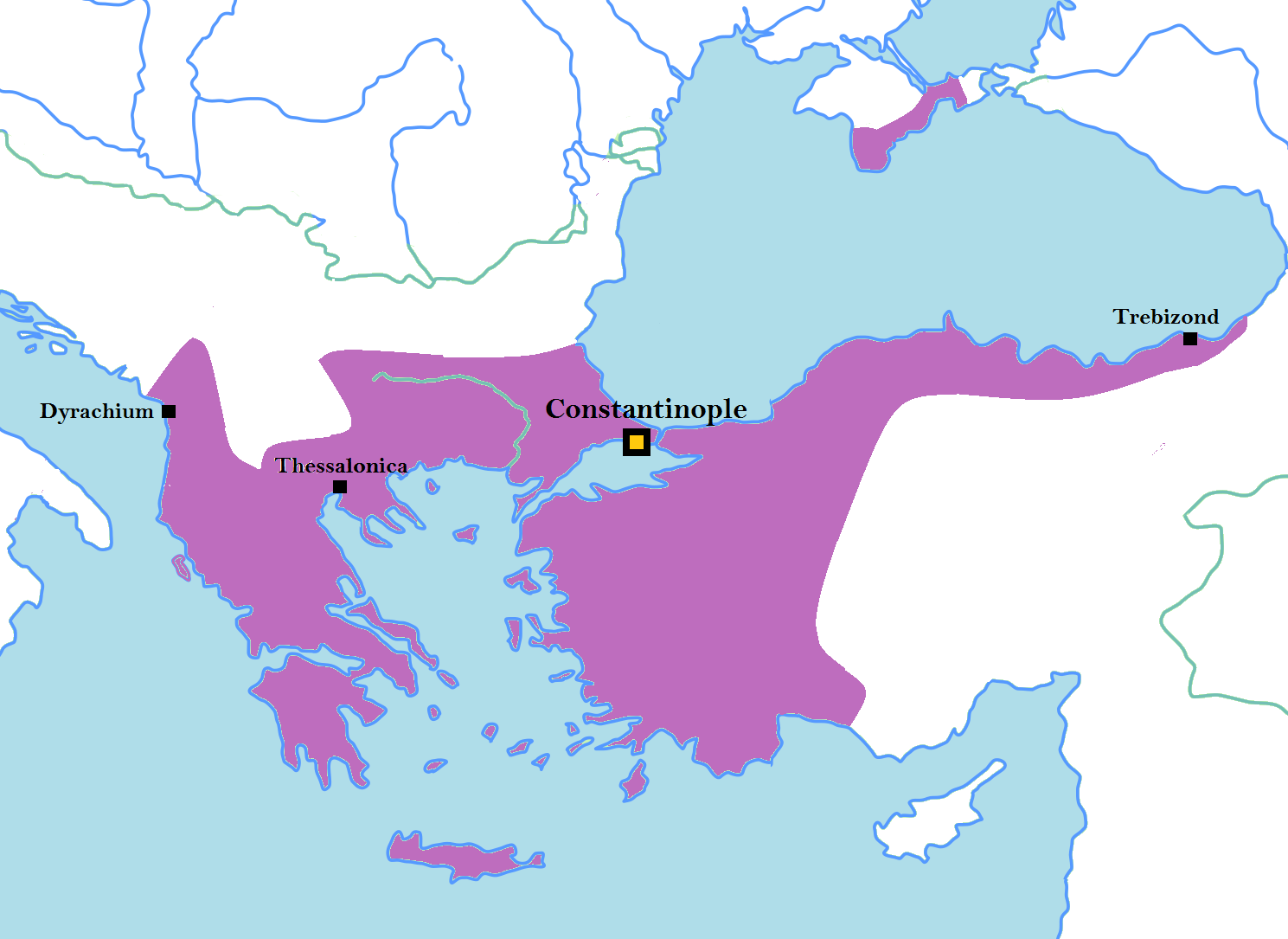
نقشه امپراتوری بیزانس در ۱۲۰۳، در آستانه جنگ صلیبی چهارم

قسطنطنیه تا زمان جنگ صلیبی چهارم، بزرگ‌ترین و پیشرفته‌ترین شهر مسیحیت در آن زمان بود. تقریباً به تنهایی در میان تمامی مراکز شهری اروپای قرون وسطی، ساختارهای مدنی رومی را حفظ کرده بود که شامل حمام‌های عمومی، انجمن‌ها، بناهای تاریخی و کانال‌های آب می‌شد. طبق منابع، این شهر در دوران اوج خود حدود نیم میلیون سکنه را در پشت دیوارهای سه‌گانه و سیزده مایلی خود نگهداری می‌کرد. محل برنامه‌ریزی شده برای احداث شهر، نه تنها قسطنطنیه را پایتخت قسمت شرقی و باقی‌ماندهٔ امپراتوری روم ساخت، بلکه آن را به مرکزی تجاری اروپا بدل کرد که بر مسیرهای تجاری از مدیترانه به دریای سیاه، چین، هند و ایران تسلط داشت. در نتیجه این شهر را به عنوان یک رقیب و هدفی وسوسه‌انگیز برای دولت‌های تازه تأسیس و مهاجم غربی، به ویژه جمهوری ونیز بدل کرد.
بعد از درگذشت مانوئل یکم، امپراتور بیزانس، پسر ۱۱ ساله وی، آلکسیوس دوم در سال ۱۱۸۰ به حکومت رسید که به واسطه عدم توانایی در اداره حکومت و دخالت مادرش در امور امپراتوری، سبب شد بیزانس در معرض خطر شدیدی قرار گیرد. آلکسیوس در طی دوره سه ساله حکومت خود، درگیر شورش نوه آلکسیوس اول، آندرونیکوس یکم، شد که پس از شکست خوردن از وی، مجبور به قبول قیومیت وی بر خود شد. آندرونیکوس در نخستین گام، فرمان کشتار غربی‌های ساکن قسطنطنیه را، که بیشترشان را پیزایی‌ها و جنوآیی‌ها تشکیل می‌دادند، صادر کرد. وی در ادامه دستور قتل امپراتور جوان را داد و سپس با بیوهٔ ۱۳ سالهٔ الکسیوس ازدواج کرد تا وجهه‌ای قانونی به مقام امپراتوری خود ببخشد. همچنین در دوران امپراتوری مانوئل یکم، سیاستی طرفدارانه از مسیحیت غربی اعمال می‌شد اما آندرونیکوس علاوه بر نادیده گرفتن آن، استقلال کلیسای شرق را نیز اعلام نمود که خصومت مسیحیان غربی با او را برانگیخت. تمامی این اقدامات سبب شد در سال ۱۱۸۵ شورشی ضد وی برپا و او از مقام خود خلع شود. سپس، ایزاک دوم سلسله کومننوس را براندازد و دودمان آنجلوس به قدرت برساند.
ایزاک دوم پس از رسیدن به تخت امپراتوری، با وجود لشکرکشی‌های فراوان، قبرس را از دست داد و با شورش ولاش‌ها و بلغارها در سال ۱۱۸۶، مجبور به رسمیت شناختن دومین امپراتوری بلغارستان شد، با این حال در اوایل حکومت وی، بیزانس موفق به شکست نورمن‌ها مهاجم در یونان شد. در ادامه، در ۱۱۸۹ ایزاک درگیر سومین جنگ صلیبی شد. زمانی که امپراتور مقدس روم، فردریک بارباروسا، قصد عبور نیروهای خود از مرز بیزانس را داشت، ایزاک دوم به‌منظور حفظ موقعیت خود، عهدنامه‌ای را با صلاح‌الدین ایوبی منعقد ساخت؛ اما به واسطه تهدید آلمانی‌ها، دیری نپایید که مجبور به قبول درخواست کمک فردریک یکم شد. وی عهدنامهٔ آدریانوپل را در ۱۱۹۰ با امپراتور آلمان امضا نمود و نیروهای فردریک یک ماه پس از آن از هلسپونت به آسیای صغیر منتقل شدند. بی کفایتی ایزاک که پیشتر از ضعفش در میدان نبرد مشخص شده بود، با به هدر دادن خزانه و همچنین شکست نیروی دریایی بیزانس از ونیزی‌ها، اثبات گشت. اقدامات او شامل واگذاری گستردهٔ سلاح‌های امپراتوری در بین حامیانش باعث ضعف نیروی دفاعی امپراتوری شد. همچنین او حکومت را ورشکسته و خزانه را خالی نمود. تلاش‌های او برای حفظ پشتیبانی حاکمان نیمه مستقل مرزی، توان و نیروی حکومت مرکزی را کاهش داد و منجر به تسهیل تهاجم خارجی گشت. او مسئولیت‌های مهمش در امور دفاعی و دیپلماسی را نادیده گرفته‌بود و در همین میان دریاسالار امپراتور (برادرزن همسرش) تجهیزات نظامی و دریایی امپراتوری را برای منافع شخصی خودش به فروش رساند. همگی این عوامل ضعف دولت بیزانس را بر همگان آشکار کرد و مهاجمان خود را برای آغاز حملات جدید علیه بیزانس آماده کردند. سرانجام، در سال ۱۱۹۵، ایزاک دوم، در کودتایی بوسیلهٔ برادرش عزل گردید. امپراتور جدید، آلکسیوس سوم، برادرش را کور و تبعید کرد.
طی دوره حکومت ایزاک دوم و آلکسیوس سوم، از سال‌های ۱۱۸۵ تا شروع جنگ صلیبی چهارم، سازوکارهای متمرکز حکومتی و دفاعی بیزانس از هم پاشید. آلکسیوس پس از کودتا و تاج‌گذاری، در نخستین گام، خزانه را برای تحکیم پایه‌های قدرت خود خالی کند؛ این اقدام سبب شد تا افسران و فرماندهان پس از دریافت پول از خزانه، محل خدمت و پست خود را رها کنند. این‌چنین امپراتوری با ترک خدمت افسران و نیروها، عملاً بی‌دفاع شده بود که نتیجه این اقدام در کودتا داخلی پادشاهی صربستان نمایان شد. عدم توانایی آلکسیوس در کمک به دامادش استفان پروونچانی، پادشاه صربستان در مقابله با برادرش ووکان سبب شد تا او در عوض از بلغارها یاری بخواهد که این موضوع لطمه‌ای شدید به اعتبار بیزانس در بالکان وارد ساخت. علاوه بر ضعف نظامی، امپراتوری دچار بحران مالی شد. ضعف امپراتوری بیزانس سبب شد تا هنری چهارم، امپراتور مقدس از ضعف امپراتوری استفاده کرده و از آلکسیوس خواستار ۵ هزار پوند (که بعدها به ۱۶۰۰ پوند رسید) کند در غیر اینصورت با حمله نظامی امپراتوری مقدس روم روبه‌رو خواهد شد. آلکسیوس برای رهایی از تهدید هنری چهارم، مالیات‌ها به‌شدت افزایش داد و همچنین دستور داد مقابر از جواهرات و اشیای باارزش خالی شوند تا پول لازم تأمین شود، اما مرگ هنری چهارم در سپتامبر ۱۱۹۷ سبب شد تا امپراتوری بیزانس دیگر از جانب امپراتوری روم تهدید نشود هرچند مقداری پول توسط آلکسیوس پرداخت شد. پس از پایانی یافتن تهدید از جانب امپراتوری مقدس روم، آلکسیوس این‌بار درگیر مشکلات داخلی شد. ملکه افروسینه درصدد بود تا قدرت خود را در امپراتوری و دربار افزایش دهد و همچنین خاندان واتاتیز ــ که یکی از قدرتمندترین خاندان امپراتوری بودند ــ سعی کرند تا اصلاحات و تغییراتی را در امپراتوری ایجاد کنند که با دستور امپراتور آلکسیوس به قتل رسیدند.
امپراتوری در همین حین از جانب سلاجقه در شرق، مجارستان از شمال و بلغارها و والاشی‌ها در غرب مورد تهاجم قرار گرفت. از آنجایی که امپراتوری از نظر نظامی قدرت کافی برای مقابله با نیروهای متهاجم را نداشت، بنابراین آلکسیوس رو به قدرت دیپلماسی آورد که آن نیز در ابتدا مؤثر ثمر نبود. برای حل این مشکل، آلکسیوس سعی کرد که با دادن امتیازات ویژه به خاندان‌های قدرتمند و به‌نام در مناطق مرزی، خطر خارجی را دفع کند که این اقدام هرچند مؤثر بود اما سبب شد تا این مناطق پس از ضعف دولت مرکزی، تلاش‌هایی برای خودکامگی و استقلال بکنند. چنین بر اثر حکمرانی ضعیف آلکسیوس و در ادامه ایزاک دوم، اقتدار امپراتوری بشدت تضعیف شد و خلأ قدرتی ایجاد گشت، که منجر به تجزیه امپراتوری شده و وارثان سلسله کومننوس حکومت شبه مستقل امپراتوری ترابوزان را در سال ۱۲۰۴، اندکی پیش از سقوط قسطنطنیه در جنگ صلیبی چهارم، برپا کردند.

### شرایط جمهوری ونیز

نقشه جمهوری ونیز در سال ۱۰۰۰ میلادی

پس از سقوط امپراتوری روم غربی به دست اقوام مهاجر در قرن ۵ میلادی، افراد بازمانده از امپراتوری روم از شهر رم فرار کردند و عازم شمال شدند و توانستند کنترل شهرهای مهمی همچون ونیز و پیزا را در دست بگیرند و دولت‌شهری مستقل از امپراتوری روم شرقی که جایگزین روم غربی در منطقه شده بود، تشکیل دهند. ونیز در نخستین گام توانست با کمک نجبای رومی، جمهوری خود را تشکیل دهد که در راس آن یک دوک قرار داشت که بدست شورای بزرگ ونیز انتخاب می‌شد و نوع حکومت، از نوع الیگارشی نجبا و تجار بود. این جمهوری تازه‌تأسیس به واسطه موقعیت منطقه‌ای و جغرافیایی خود ــ به صورت جزیره‌ای در کنار دریای آدریاتیک ــ توانست طی سده‌های ابتدایی قرون وسطی، تبدیل به یک قدرت بزرگ دریایی و تجاری در جنوب اروپا و مانعی بر سر ادامه فتوحات مسلمانان در شمال دریای مدیترانه شود.
طی قرون وسطای میانه، ونیز به واسطه گسترش نفوذ دریایی و تجاری خود در مدیترانه که فضایی میان مسلمانان با اروپاییان بود، توانست ثروت عظیمی بدست آورد، اما این جمهوری در جنگ و برخورد با نورمن‌های مستقر در جنوب ایتالیا شکست خورد، تا نتواند حوزه تجاری خود را به غرب مدیترانه برساند. با این حال، با آغاز جنگ‌های صلیبی در سال ۱۰۹۶ میلادی، ونیز از همان ابتدا درگیر این واقعه بزرگ گردید و نیروی دریایی ونیز در تسخیر شهرهای ساحلی فلسطین و شام بدست صلیبیون تأثیرگذار بود و پس از جنگ صلیبی اول نیز، ونیز کمک‌های نظامی و تجاری خود را به پادشاهان صلیبی مستقر سرزمین مقدس ادامه داد، که شاخص‌ترین آن جنگ صلیبی ونیزی از ۱۱۲۲ تا ۱۱۲۴ میلادی بود. این رویه سبب شد تا این جمهوری طی قراردادی با بیزانس در دوران ایزاک دوم، علاوه بر مفاد تجاری، زائران و نیروهای امپراتوری را به سرزمین مقدس برساند.
در سال ۱۱۷۱، مانوئل یکم امتیاز تجاری ونیزی‌ها در بیزانس را لغو و هزاران ونیزی را در قسطنطنیه زندانی کرد. در سال ۱۱۸۲، پس از کشتار کاتولیک‌های مستقر در امپراتوری بیزانس بدست آندرونیکوس یکم و تیره شدن روابط امپراتوری با دستگاه پاپ، توافق بین ونیز با بیزانس برای جابه‌جا زائران و نیروها لغو گردید. پس از این اتفاقات بود که امپراتور بیزانس به واسطه تحریک اطرافیان در مورد قدرت روزافزون ونیز در مدیترانه، دست به زندانی کردن اتباع و نیروهای مستقر ونیز در قلمرو خود کرد، تا خشم ونیز بیش از پیش برانگیخته شود. پس از این رویدادها شهر زادار که از توابع ونیز محسوب می‌شد، با حمایت دستگاه پاپ و ایمره، پادشاه مجارستان، علیه جمهوری ونیز شورش کرد و خود را جزئی از قلمرو پادشاهی مجارستان اعلان نمود.
دوک ونیز، انریکو داندولو کهن‌سال، که سال‌ها سفیر ونیز در قسطنطنیه بود، در سال ۱۱۹۲، در جمهوری ونیز به قدرت رسید؛ ولی اندکی پس از آن و در سال ۱۱۹۳، نتوانست قراردادهای تجاری که در عهد ایزاک بسته شده بود، را دوباره در زمان الکسیوس سوم تجدید کند؛ بدین ترتیب، نفرت ونیز علیه دولت بیزاس بار دیگر برافروخته شد. از این رو وی سخت آماده نبرد علیه دولت بیزانس شده بود، اما با آغاز جنگ صلیبی چهارم، حضور نمایندگان صلیبی در ونیز برای توافق جهت حرکت به سمت مصر و سرزمین مقدس، تلاش وی برای جنگ و شکست بیزانس را به تعویق انداخت.

## عوامل و شرایط بروز جنگ صلیبی چهارم

### ناکامی جنگ صلیبی سوم
در سال ۱۰۹۹، پس از تسخیر شهر اورشلیم و غارت آن در جریان نخستین جنگ صلیبی، پادشاهی اورشلیم برپا گشت. صلاح‌الدین، سلطان ایوبی، توانست تا سال ۱۱۸۷ میلادی، قسمت اعظمی از پادشاهی اورشلیم از جمله شهر اورشلیم را تسخیر کند. صلاح‌الدین که علاوه بر حکومت بر مصر و شام، رهبری جهاد علیه صلیبیون را بر عهده داشت، با فتح مجدد اورشلیم، دوباره ترسی در میان حکومت‌های کاتولیک اروپایی انداخت. بنابراین، با فتوحات گسترده صلاح‌الدین در منطقه فلسطین، قلمرو دولت‌های صلیبی به سه قلمرو صور، کنت‌نشین طرابلس و شاهزاده‌نشین انطاکیه در ساحل دریای مدیترانه محدود شد. در جریان جنگ صلیبی سوم (۱۱۹۲ تا ۱۱۸۹) قسمت بزرگی از سرزمین‌های پادشاهی اورشلیم از جمله شهرهای کلیدی عکا و یافا به دست صلیبیون بازپس گرفته شد، ولی آن‌ها در تسخیر دوبارهٔ اورشلیم ناکام ماندند.
در سال ۱۱۹۵، هاینریش ششم، امپراتور مقدس روم، جنگ صلیبی تازه‌ای را آغاز کرد و در تابستان ۱۱۹۷ شمار زیادی از شوالیه‌ها و اشراف آلمانی به رهبری دو اسقف اعظم، ۹ اسقف و پنج دوک از راه دریا به سوی فلسطین به حرکت کردند. پس از رسیدن به سواحل شرقی مدیترانه، آن‌ها صیدا و بیروت را تسخیر کردند، اما در طول مسیر و با رسیدن خبر درگذشت هاینریش در مسینا، شماری از اشراف و روحانیون به اروپا بازگشتند. بقیهٔ سپاهیان باقی مانده نیز پس از مدتی بسوی کشتی‌هایشان در صور گریختند.

### فراخوان جنگ صلیبی
پاپ اینوسنت سوم (دوره پاپی:۱۱۹۸–۱۲۱۶)، مدت کوتاه پس از انتصابش، فراخوان جدیدی برای جنگ صلیبی را اعلام کرد. اینوسنت که توانسته بود قدرت و نفوذ کلیسای لاتین را وسعت بخشد، درصدد بازپس‌گیری و کنترل مجدد سرزمین فلسطین بخصوص شهر اورشلیم بود. او معتقد بود که تمام جهان مسیحیت باید در رسیدن به این هدف بسیج شوند؛ بنابراین، دستور داد تا تمام افراد آماده جنگ شوند و در تمام کلیساها به جمع‌آوری اعانه اقدام کنند.
با این حال، اینوسنت نیز با همان مشکلاتی روبه‌رو بود، که گریگوری هشتم هنگام فراخوان جنگ صلیبی سوم گرفتارش شد. یک بار دیگر پادشاه انگلستان و فرانسه درگیر جنگ با یکدیگر شدند. ریچارد یکم سرگرم بازپس‌گیری زمین‌هایی بود که فیلیپ دوم در غیاب او، زمانی که وی مشغول جنگ صلیبی سوم بود، تصرف کرده بود. هرچند ریچارد مشتاق بازگشت به شرق مدیترانه بود، اما نمی‌خواست تا زمانی که سرزمین مورد ادعای خود را بازپس نستانده و فیلیپ را مجازات نکرده، فرانسه را ترک کند. امپراتوری مقدس روم نیز بین دو مدعی قدرت، فیلیپ سوابی و اوتو برنشویک، تقسیم شده بود و در شرایط بدتری به سر می‌برد. بدین ترتیب بسیاری از مردان مبارز در اروپا درگیر جنگ با هم بودند.
تا زمانی که غرب به صلح و آرامش نسبی نمی‌رسید، امکان جنگ صلیبی دیگری میسر نبود. از این‌رو اینوسنت، نمایندگانی را برای مذاکره پیرامون صلح و آتش‌بس روانه مناطق درگیر کرد. در فرانسه، ریچارد، کاردینال پیتر کاپونو را به حضور پذیرفت. وی اصرار داشت که ریچارد با فیلیپ صلح کند، تا او یا افرادش عازم شرق شوند. اما ریچارد با خشم اظهار کرد که اگر به علت خیانت فیلیپ نبود، او در سرزمین مقدس باقی مانده و تاکنون اورشلیم را بازپس گرفته بود؛ اما کلیسا در غیاب او اقدامی برای جلوگیری از خیانت فیلیپ به ریچارد انجام نداده بود. هرچند مذاکره با ریچارد در اول کار با شکست همراه بود، اما در نهایت منجر به قرارداد صلح پنج‌ساله بین فرانسه و انگلستان شد. اما در مارس ۱۱۹۹، زمانی که ریچارد در حال بررسی یکی از قلعه‌هایش بود، مورد اصابت تیری قرار گرفت و پس از یک ماه به علت بیماری قانقاریا مرد، تا صلیبیون برای دستیابی به هدف خود ناامید شوند.
با وجود این اتفاقات، جنگ صلیبی جدید، با اقدامات دو نفر امکان تحقق یافت. نخستین فرد، واعظی با نفوذ به نام فولک نِیولی بود، که در اطراف فرانسه مردم را به جهاد علیه مسلمانان تشویق می‌کرد؛ و دیگری، نجیب‌زاده‌ای به نام تئوبالد سوم شامپانی، بردار هانری شامپانی بود. هانری شامپانی پس از مرگ کنراد مونفروایی در سال ۱۱۹۲، تا پایان عمر خود یعنی سال ۱۱۹۷، بر پادشاهی اورشلیم حکم می‌راند. وی که همچون بردار خود، شوالیهٔ قابلی بود، طی مراسمی اعلام کرد که از این زمان شمشیر خود را برای خدمت به خدا خواهد کشید. بدین ترتیب عدهٔ زیادی از حاضران همچون لویی کنت بلوا نیز از وی تبعیت کردند و سوگند صلیبی یاد کردند.
در فوریه سال ۱۲۰۰، بالدوین کنت فلاندرز و همسرش ماری، صلیب برگرفتند و سایر نجیب‌زادگان فلاندرز به او پیوستند. هرچند تئوبالد، لویی و بالدوین پادشاه نبودند، اما هر سه از قدرتمندترین لردهای فرانسه بودند؛ و علاوه بر آن، هر سه جوان و مشتاق بودند که کار ریچارد در شرق را به پایان برسانند.
اوایل سال ۱۲۰۰، شورایی از بارون‌های سرشناس صلیبی در سواسون تشکیل شد. در این شورا جدول زمانی و اهداف جنگ صلیبی جدید مورد بحث قرار گرفت. در همان جلسه، آن‌ها موافقت کردند که راه زمینی در امپراتوری بیزانس را در پیش نگیرند و در عوض مانند ریچارد و فیلیپ، راه دریا را طی کنند. برخلاف ریچارد، پادشاه انگلستان، هیچ‌کدام از این لردهای فئودال صاحب ناوگان بزرگی نبودند؛ بنابراین تصمیم گرفتند با یکی از بندرهای کشتیرانی، برای دریافت کشتی قرارداد ببندند؛ بنابراین کمیته‌ای برای تهیه کشتی با اختیار تام مأمور شد تا به بهترین بندرها سفر کند و هر برنامه‌ای را که عاقلانه و سنجیده می‌دانست، را دنبال کند.

### عهدنامه ونیز
پس از عزیمت نمایندگان، آن‌ها سرانجام جمهوری ونیز را انتخاب کردند، زیرا آگاه بودند که این جمهوری سابقهٔ دیرینه‌ای در ارتباط با جنگ‌های صلیبی و منابع کافی جهت تأمین ناوگانی بزرگ برای جنگ در اختیار دارد. طی زمستان ۱۲۰۰–۱۲۰۱، نمایندگان از کوه‌های آلپ گذشتند و راه خود را به سمت ونیز پیش گرفتند. در این زمان جمهوری ونیز بدست انریکو داندولو که بسیار پیر و نابینا بود، کنترل می‌شد. با ورود نمایندگان به سرپرستی جفروا دو ویلاردوئن، مذاکرات بین طرفین آغاز شد. آن‌ها از انریکو درخواست کردند، که به سرزمین مسیح (فلسطین) به دیدهٔ شفقت نگاه کند و آن‌ها را در این کار مقدس یاری کند. نمایندگان در ادامه، تصمیم خود مبنی بر صلیب گرفتن و دنبال کردن راهکار نظامی ریچارد برای حمله به مصر، قبل از فتح اورشلیم، را با انریکو در میان گذاشتند. اما مقصد جنگ صلیبی باید از همگان مخفی می‌ماند، زیرا بارون‌ها بیم داشتند که سربازان عادی با آن مخالفت کنند. داندلو موافقت خود را اعلام کرد و قول داد هرچه در توان دارد انجام دهد، تا رضایت مردم ونیز را برای اهداف آن‌ها جلب کند.
بعد از مدتی مذاکره، سرانجام جمهوری ونیز موافقت کرد که به مدت یک سال تأمین آذوقه و دویست کشتی بادبانی برای حمل و نقل ۳۳۵۰۰ نیروی صلیبی شامل چهار هزار و پانصد شوالیه و اسب‌های آن‌ها، نه هزار خدمتکار شوالیه و بیست و دو هزار سرباز پیاده‌نظام را در قبال دریافت هشتاد و پنج هزار مارک کلون (مارک نقره) به عهده بگیرد. به علاوه، ونیزی‌ها توافق کردند که پنجاه کشتی جنگی سرنشین‌دار را به رایگان در اختیار صلیبی‌ها بگذارند، مشروط بر اینکه در غنائم به‌طور مساوی سهیم شوند. طبق قرار، ناوگان ۲۹ ژوئن ۱۲۰۲، حرکت می‌کرد. نمایندگان نیز با شوق قرارداد را امضا کردند و پاپ نیز در ادامه آن را تصدیق کرد. در همین اثناء، تئوبالد سوم شامپانی بیمار شد و پس از مدتی درگذشت، تا صلیبیون رهبری نیروهای صلیبی را به بونیفاس مونفروا، برادر کنراد مونفروا (پادشاه سابق اورشلیم که بدست نزاریان به قتل رسیده بود)، بسپارند.
مشکل این عهدنامه در آن بود که صلیبیون محاسبه با ارقام بزرگ را بلد نبودند. شاه فرانسه، فیلیپ دوم، تنها ۶۵۰ شوالیه و ۱۳۰۰ سرباز پیاده‌نظام را با خود به جنگ صلیبی سوم برده بود و حداکثر نیرویی که او توانسته بود در فرانسه برای دفاع از قلمروش گرد آورد بین ۷۰۰۰ تا ۱۲۰۰۰ نفر می‌شد. همچنین مبلغ هشتاد و پنج هزار مارک کلون که صلیبیون متعهد شده بودند حدوداً معادل ۲۰ تن نقره بود و معادل دو برابر درآمد سالانه هر یک از شاهان فرانسه یا انگلستان می‌شد. هر چند انریکو داندولو، نابینا بود و بالغ بر هشتاد سال سن داشت، با این حال رهبری اقناع‌گر، مذاکره‌کننده‌ای تیزبین و متشخص تر از والاترین فئودال‌های اروپا بود، بنابراین شاید او برآورد کرده بود که صلیبیون قادر به پرداخت دیونشان نخواهند بود و از ابتدا تحت دین ونیزی‌ها قرار خواهند گرفت.
پس از امضا شدن عهدنامه میان نمایندگان رهبران صلیبی و انریکو داندولو، بسیاری از نیروهای صلیبی به این قرارداد بدبین بودند زیرا با توجه به مفاد قرارداد، آن را نوعی واگذاری رهبری صلیبیون به ونیزی‌ها می‌دیدند که ونیزی‌ها از آن برای برای مقاصد خود استفاده می‌کردند؛ بنابراین افرادی همچون اسقف آتون و رینالد دامپیری، قراردادهای جداگانه‌ای با بندرهای دیگر بستند و خود از طریق بندرهایی نظیر بندر مارسی عازم عکا شدند. همچنین در میان نیروها، گروهی بودند که با حمله به مصر موافق نبودند، زیرا این افراد به دلیل حرکت به سمت سرزمین مقدس و بازپس‌گیری اورشلیم، صلیب برداشته بودند. ونیزی‌ها که همزمان با بسته شدن عهدنامه با صلیبیون، مشغول مذاکره با سلطان ایوبی، العادل بودند و توافق کرده بودند که در ازای بدست گرفتن تجارت دریایی مصر با اروپا، صلیبیون را در جنگ با مصر همراهی نکنند و حتی آن‌ها را از این کار منصرف کنند، بر این نارضایتی بین نیروهای صلیبی برای حمله به مصر دامن زدند و توانستند با توجه به مفاد عهدنامه ونیز، صلیبیون از حمله به مصر منصرف و آن‌ها را به سمت خواسته‌های خود سوق دهند. حتی به نوشته ارنول ونیزی‌ها رشوه کلانی دریافت کردند تا صلیبیون را از حمله به سرزمین مقدس در فلسطین منحرف کنند.
حال معلوم نیست صلیبیون از ریزه‌کاری‌های ونیزی‌ها با خبر بودند یا نه؛ اما اگر هم می‌دانستند که ونیزی‌ها قصد فریب آن‌ها را دارد، نمی‌توانستند اقدامی در این مورد انجام دهند؛ زیرا عهدی که با ونیز بسته شده بود، صلیبیون را عملاً تحت کنترل ونیزی‌ها درآورده بود چون صلیبیون با توجه به شرایط اروپا، از تهیه هشتاد و پنج هزار مارک نقره ناتوان بودند. همچنین زدوبندهای بعضی از رهبران صلیبیون همچون بونیفاس با داندولو، سبب شد تا عملاً رهبری و کنترل نیروها در دست ونیزی‌ها باشد که در جریان حمله به شهر مسیحی زادار، این جریان برای همگان آشکار شد.

## آغاز لشکرکشی

### مشکلات صلیبیون

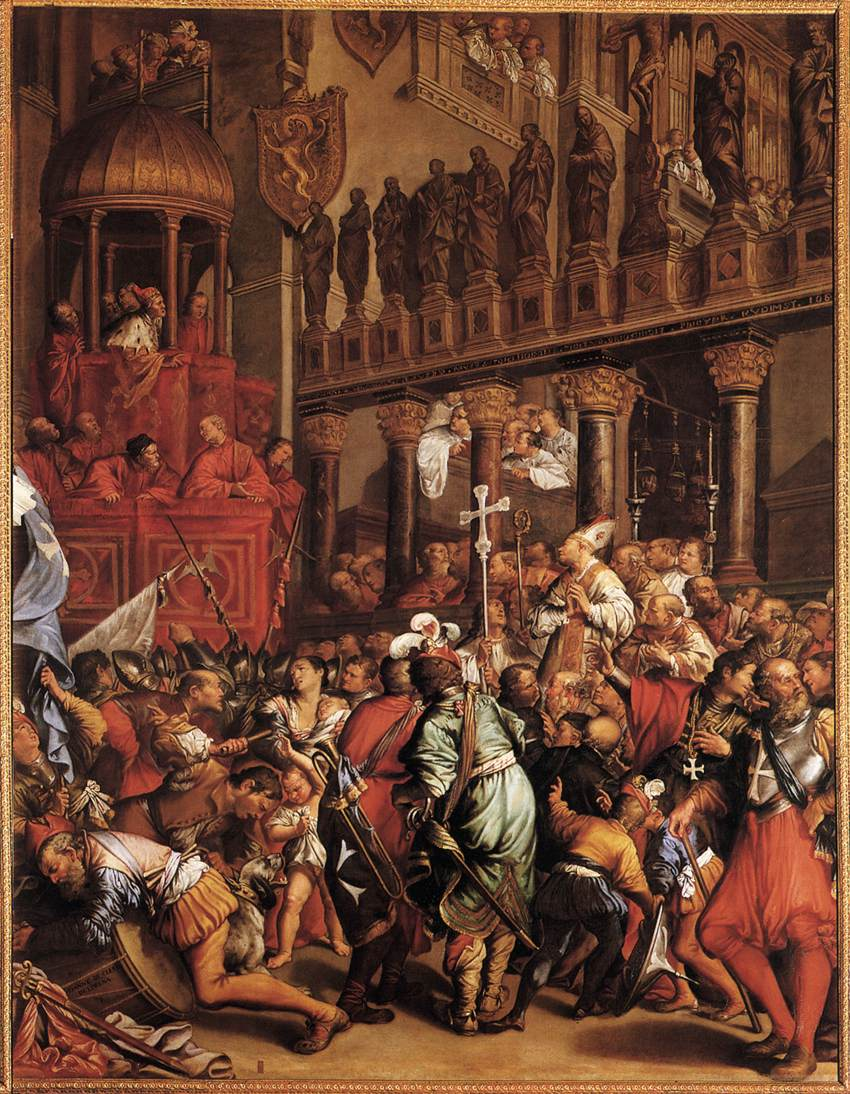
سخنرانی انریکو داندلو برای صلیبیون در ونیز

با بسته شدن قرارداد، صلیبیون خود را آماده حرکت به سمت سواحل شرقی مدیترانه کردند. ابتدا ونیزی‌ها تمام نیروهای خود را برای جنگ آماده و تمام فعالیت‌های بازرگانی خود را متوقف کردند و تمام کشتی‌های بازرگانی را تحت فشار به خدمت صلیبیون درآوردند. به‌علاوه، کشتی‌های زیادی ساخته شد و انبارهای آذوقه، بدست ونیزی‌ها برای نیروهای صلیبی تأمین شد. ونیزی‌ها با تمام مشقت‌های موجود، وظیفهٔ خود را به پایان رساندند و بدین ترتیب، بزرگ‌ترین ناوگان از عهد روم باستان به این طرف در اروپا، آماده حمل نیروهای جنگ چهارم صلیبی در طول مدیترانه به مصر شد.
اما صلیبیون نتوانستند همانند ونیزی‌ها به تعهدات خود پایبند باشند. طبق قرارداد صلیبیون باید تا آوریل سال ۱۲۰۲، در قبال تحویل ناوگان، مبلغی را در چهار قسط به ونیزی‌ها پرداخت می‌کردند. اما وقتی ژوئن همان سال اولین گروه صلیبی وارد ونیز شد، فقط بخش اندکی از مبلغ یاد شده را پرداخت کردند. وانگهی، اگرچه قرار بود ناوگان ۲۹ ژوئن حرکت کند، تنها گروهی از صلیبیون در آن تاریخ به ونیز آمدند. حتی نمایندگان پاپ تا ۲۲ ژوئیه در ونیز حاضر نشدند. این‌چنین مشخص شد که صلیبیون دچار مشکل شده‌اند.
بنا بر آن بود که هر یک صلیبیون بر اساس استطاعت مالی اش به همراه خود پول بیاورد تا هزینه لشکرکشی تأمین شود. اما با حضور تقریباً ۱۱ هزار نفر، یعنی یک سوم نیروهای پیش‌بینی شده، تنها یک سوم هزینهٔ مورد نظر جمع‌آوری شد. انریکو داندولو نمی‌توانست از هزینهٔ ناوگان خود چشم بپوشد، زیرا منجر به خسارت مالی هنگفت و زیانباری به ونیزی‌ها می‌شد و از آنجایی که ونیز، جمهوری بود، داندلو نمی‌توانست بدهی صلیبیون را از طریق مالیات شهروندان خود تأمین کند. در نهایت صلیبیون تنها توانستند ۵۱٬۰۰۰ مارک نقره فراهم سازند که ۳۴٬۰۰۰ مارک کمتر از مبلغ مقرر بود.
بدین ترتیب صلیبیون در لیدو، جزیره‌ای بایر در نزدیکی ونیز، اردو زدند و هفته‌های سختی را پشت سر گذاشتند و منتظر تأمین مبلغ لازم برای حرکت به سمت سرزمین مقدس بودند. این‌چنین اعتراض‌ها برانگیخته شد اما در ماه اوت، داندلو با رهبران صلیبیون ملاقات کرد. وی طی این ملاقات خاطرنشان ساخت که ونیزی‌ها به تعهدات خود عمل کردند و تا کنون شکیبایی به خرج داده‌اند و خواستار پرداخت بدهی‌های صلیبیون شد. رهبران صلیبی که با انریکو داندلو موافق بودند، طی پیامی به قشون خود، از آن‌ها خواستند که مابقی پول مورد نیاز را جمع‌آوری کنند، اما با وجود تلاش صلیبیون، مبلغ مورد نظر جمع‌آوری نشد، تا اوضاع آشفته‌تر از گذشته شود.

### حمله به زادار

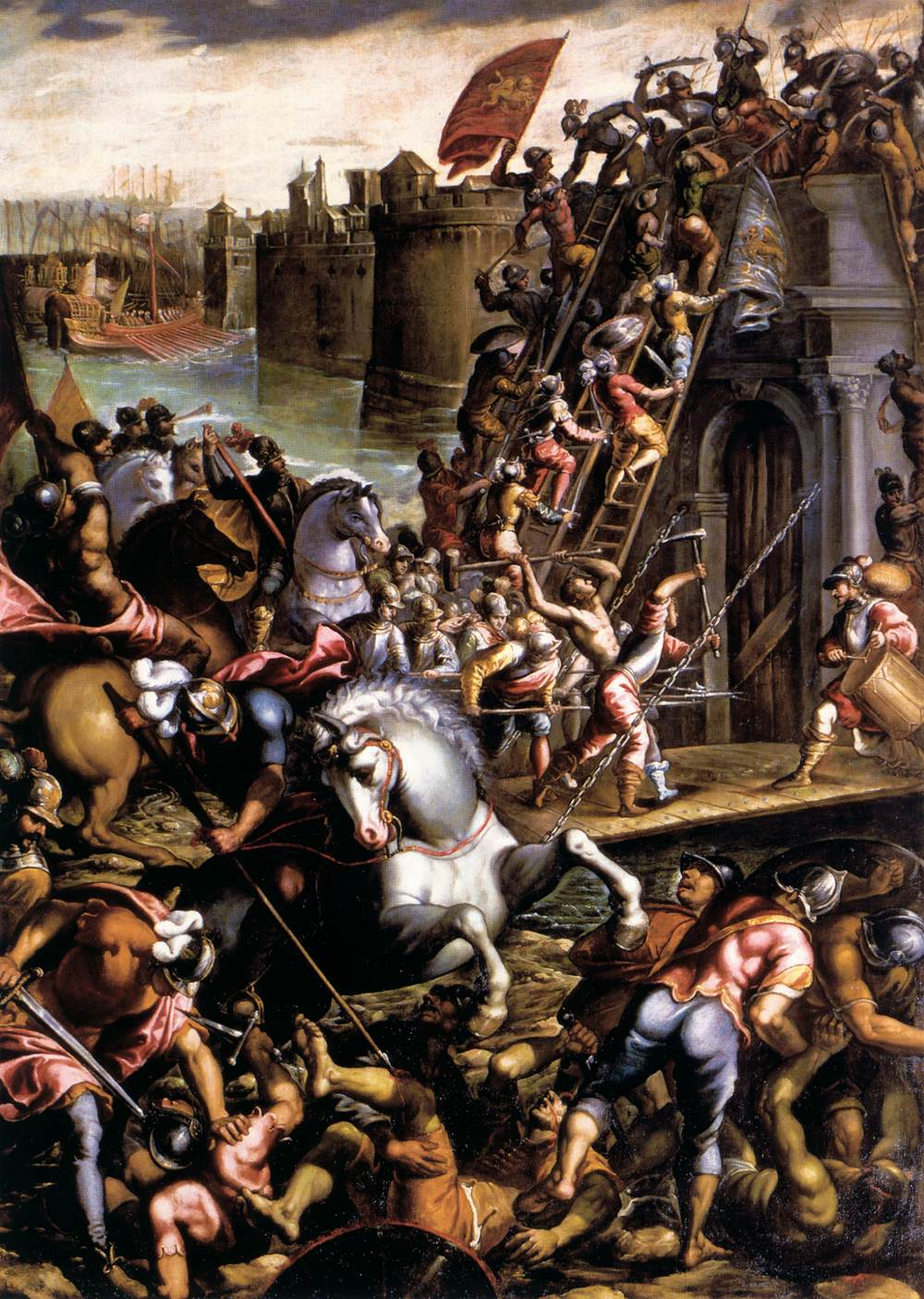
فتح شهر زادار بدست صلیبیون

داندلو ملاقاتی با شورای کنت‌ها ترتیب داد تا اوضاع وحشتناک موجود را مورد بحث قرار دهند. صلیبیون که تمام دارایی خود را داده بودند، دیگر توانایی پرداخت مابقی بدهی را نداشتند؛ بنابراین شورا راه‌حل دیگری را پیشنهاد کرد. در این زمان، شهر زادار که بر سواحل دالماسی قرار داشت، علیه دولت ونیز طغیان کرده بود و تلاش ونیزی‌ها برای بازپس‌گیری شهر نیز بی‌فایده بود. اگر صلیبیون به ونیزی‌ها کمک می‌کردند تا زادار را دوباره تحت انقیاد درآورند، ونیزی‌ها نیز پرداخت بدهی صلیبیون را به تعویق می‌انداختند، تا بعداً بتوانند آن را از راه غنائم جنگی تأمین کنند. به این ترتیب صلیبیون می‌توانستند زمستان را در زادار سر کنند و بهار به طرف مصر حرکت کنند. به روایت ویل دورانت، داندلو پیشنهاد کرد که اگر صلیبیون در تسخیر بندر زادار کمک کنند، ونیز از دریافت مابقی طلبش صرفنظر می‌کند.
رهبران صلیبی پیشنهاد ونیزی‌ها را به شور گذاشتند. با اینکه بازگرداندن زادار به وضع تحت تسلط ونیز حرکتی قابل قبول بود، اما عوامل مشکل‌ساز دیگری در کار بود. زادار در این زمان تحت کنترل پادشاه مجارستان، ایمره (۱۱۹۶–۱۲۰۴)، بود که خود در سال ۱۲۰۰ صلیب برگرفته بود؛ بنابراین صلیبیون نگران ریختن خون مسیحیان بدست هم‌کیشان خود بودند.
رهبران صلیبی با احساسات ضد و نقیض بالاخره پیشنهاد ونیزی‌ها را پذیرفتند؛ زیرا هر راه‌حل دیگری منجر به اضمحلال جنبش صلیبی می‌شد.
اوایل اکتبر ۱۲۰۲ ناوگان بزرگی از صلیبیون آماده حرکت شد. انریکو داندلو نیز، خود را آماده سفر کرده بود تا صلیبیون را در جنگ همراهی کند. ناوگان عظیم دریایی پس از دریافت پیمان وفاداری و حمایت نظامی، راه خود را در مسیر ساحل دالماسی در پیش گرفت. ۱۰ اکتبر، کشتی‌ها در سواحل شهر زادار لنگر انداختند و صلیبیون پس از پیاده شدن، خود را آماده محاصره کردند. مردم زادار که یارای مقابله با نیروهای صلیبی را نداشتند، نمایندگان خود را فرستادند تا با انریکو داندلو برای شرایط تسلیم شدن، مذاکره کنند. انریکو با پیشنهاد نمایندگان زادار موافقت کرد و بعد، از آن‌ها جدا شد تا موضوع را با رهبران صلیبی در میان بگذارد. اما در غیاب انریکو، سیمون مونت فورت که از مخالفان تغییر مسیر به سمت زادار بود، با نمایندگان مذاکره کرد و اهالی زادار را از دوستی و همراهی صلیبیون بخصوص فرانسویان مطلع ساخت، بنابراین نمایندگان به شهر بازگشتند. از سوی دیگر نیز، پاپ تهدید کرده بود که هر کس به زادار حمله کند را تکفیر می‌کند.
با بازگشت داندلو به همراه بارون‌ها و رهبران صلیبی، سیمون و گی ودو سرنی نامهٔ پاپ مبنی بر مخالفت وی با حملهٔ صلیبیون به شهر زادار برای رهبران صلیبی قرائت کردند. رهبران صلیبی که در شرایط دشواری قرار گرفته بودند، با توجه وعدهٔ خود به ونیزی‌ها و آگاهی از مخالفت‌های بی‌مورد سیمون، اعلام کردند که ونیزی‌ها را در حمله و تسخیر زادار یاری می‌کنند. سیمون نیز به همراه نیروهای خود از سپاه اصلی جدا شدند و دور از آن‌ها چادرهای خود را برافراشتند.
صلیبیون با تمام قوا به شهر حمله بردند و اهالی شهر در مقابل پارچهٔ صلیب‌دار از دیوار شهر آویختند، تا مشخص کنند که شهر تحت حمایت پاپ است؛ اما شهر پس از یک هفته تسلیم شد. پس از تصرف شهر، صلیبیون به غارت شهر پرداختند و تمامی غنائمی را که به دست آوردند را بین فرانک‌ها و ونیزی‌ها تقسیم کردند. بدین ترتیب، ونیزی‌ها توانستند از صلیبیون علیه رقیب خود، پادشاهی مجارستان، به منظور کنترل دریای آدریاتیک بهره‌برداری کنند.
پس از سقوط زادار، جنگ چهارم صلیبی توسط پاپ مورد تکفیر قرار گرفت. صلیبیون فرانسوی فوراً نمایندگان خود را به رم فرستادند، تا از پاپ طلب بخشایش کنند. اینوست نیز از ندامت و پشیمانی آن‌ها، حکم خود مبنی بر تکفیر جنگ چهارم را لغو کرد و تمامی نیروهای صلیبی را بخشید. اما ونیزی‌ها از اعتراف به گناه خودداری می‌کردند و دلیل آن‌ها این بود که فتح زادار برای ایجاد ثبات در قلمروشان، حق آن‌ها بوده‌است. پاپ رسماً ونیزی‌ها را، که نصف بیشتر ارتش را تشکیل می‌دادند، تکفیر کرد. اما به فرانک‌ها اجازه داد تا سفر خود به همراه آن‌ها را ادامه دهند. در عین حال، صلیبیون حاضر به پذیرش درخواست پاپ برای بازگرداندن غنائم زادار نشدند و آن را برای خود نگه داشتند.

## اتحاد آلکسیوس آنجلیوس با صلیبیان برای حمله به بیزانس
وقتی که صلیبیون برای حرکت به تأخیر افتادهٔ خود آماده می‌شدند، رهبران آن‌ها پیشنهادی دریافت کردند. آلکسیوس آنجلیوس، شاهزادهٔ پناهندهٔ بیزانسی، نمایندگانی به سوی بارون‌های صلیبی روانه کرد و از آن‌ها خواست به وی کمک کنند. علت کمک خواستن وی، خلع شدن پدرش، ایزاک دوم، از امپراتوری، بوسیلهٔ عمویش، آلکسیوس سوم، بود. آلکسیوس سوم پس از شکست دادن ایزاک، برادر و برادرزاده‌اش، آلکسیوس آنجلیوس، را زندانی کرد؛ اما شاهزاده جوان از زندان گریخت و به دربار فیلیپ سوآبی پناهنده شد. اکنون تقاضای او از صلیبیون این بود که او را در تحقق هدفش، مبنی بر پس گرفتن قدرت از دست عمویش، یاری کنند. او به رهبران صلیبی اطمینان داد که در عوض رسیدن به تاج و تخت، پاداش هنگفتی به صلیبیون بدهد و آن‌ها را در سفر به مصر یاری کند، که این پیشنهاد از نظر صلیبیون پیشنهادی جذاب بود و سبب می‌شد تا صلیبیون از مشکلات مالی رها گردند.
۱ ژانویه سال ۱۲۰۳، از جانب آلکسیوس آنجلیوس، نمایندگان فیلیپ سوابی، امپراتور مقدس روم و همسر ایرنه آنجلینا خواهر آلکسیوس آنجلیوس، وارد زادار شدند. آن‌ها پس از بازگویی داستان کودتای آلکسیوس سوم، از صلیبیون تقاضا کردند که به کمک شاهزاده بیزانس روند و وی را در رسیدن به تخت حکومت یاری رسانند. آلکسیوس آنجلیوس نیز قول داده بود که در قبال این خدمت و کمک، کلیسای یونان را تحت فرمان کلیسای روم قرار دهد، با ارتشی بالغ بر ۱۰ هزار نفر به جنگ صلیبیی ملحق شود، به‌طور ثابت ۵۰۰ شوالیه را در سرزمین مقدس نگه دارد و ۲۰۰ هزار مارک نقره به صلیبیون بپردازد. این پیشنهاد در نظر صلیبیون جذاب بود، زیرا قرارداد حمل و نقل نیروهای صلیبی با ونیزی‌ها در ماه ژوئن به پایان می‌رسید و آن‌ها هنوز بدهی اولین سال خود را پرداخت نکرده بودند. اگر آن‌ها به آلکسیوس کمک می‌کردند، بر مسند فرمانروایی خود بنشیند، عمل جوانمردانه و صحیحی انجام می‌دادند و به این ترتیب هم از فقر نجات پیدا می‌کردند و هم سپاه صلیبی را برای مأموریتش در شرق تقویت می‌کردند. برخلاف تمام جذابیتی که این پیشنهاد داشت، اکثر نیروهای صلیبی میلی به پذیرش آن نداشتند؛ چرا که آن‌ها تازه برای حمله زادار مورد بخشایش قرار گرفته بودند و نمی‌خواستند دوباره خشم پاپ را برانگیزند. سپاه تا همین‌جا نیز خیلی تأخیر کرده بود و اکثر آن‌ها از انتظار بیش از این خسته شده بودند. این بار نیز پاپ صلیبیون را تهدید کرد که در صورت حمله به قسطنطنیه آن‌ها را تکفیر می‌کند، اما مثل حمله به زادار، این تهدید از سوی اکثریت سپاه مورد توجه قرار نگرفت.
بونیفاس مونفروا، بالدوین فلاندرز، لوییز بلوایی و هوگ سن پل، بدون حمایت سربازان عادی ارتش، قراردادی امضا کردند که طبق آن صلیبیون متعهد می‌شدند که آنجلیوس را در تلاش برای امپراتوری بیزانس یاری کنند. این تصمیم‌گیری با مخالفت شدیدی روبه‌رو شد. صدها نفر با خشم از ارتش خارج شدند و راه خود را به سوی سرزمین مقدس در پیش گرفتند. صدها نفر دیگر به کلی از مبارزه دست شستند و به سرزمین خود بازگشتند و آن‌هایی که باقی مانده بودند، به هیچ وجه با یکدیگر متحد، یکپارچه و هماهنگ نبودند. اگرچه سربازان عادی سرانجام به تغییر مسیر به سوی قسطنطنیه رضایت دادند، اما اصرار داشتند که فقط مدت کوتاهی در آنجا بمانند و بعد با سرعت تمام به سوی شرق مدیترانه حرکت کنند.
به نوشته لِین، هرچند همراه ساختن بیزانس در جنگ علیه ایوبیان می‌توانست توجیه استراتژیکی برای تغییر مسیر به سوی قسطنطنیه باشد، اما به نظر می‌رسد مطامع و روابط شخصی نیز دخیل بوده‌است. بونیفاس مونفروایی، فرمانده صلیبیون، برادر کنراد مونفروایی بود. کنراد در گذشته با امپراتوری بیزانس روابطی داشت که سبب می‌شد بونیفاس احساس کند حق تملکی بر بخشی از این امپراتوری دارد. همچنین، بونیفاس دوست امپراتور فیلیپ سوابی، شوهر خواهر الکسیوس، بود. بدین ترتیب، محتمل است که الکسیوس در سال پیش از ملاقات با صلیبیون، قرارهایی را با بونیفاس مونفروا و فیلیپ سوابی برای این تغییر مسیر تنظیم کرده بود. این تغییر رویکرد با منافع ونیزی‌ها جهت کسب موقعیت ممتاز در بیزانس نیز همسو بود.

## حمله به قسطنطنیه

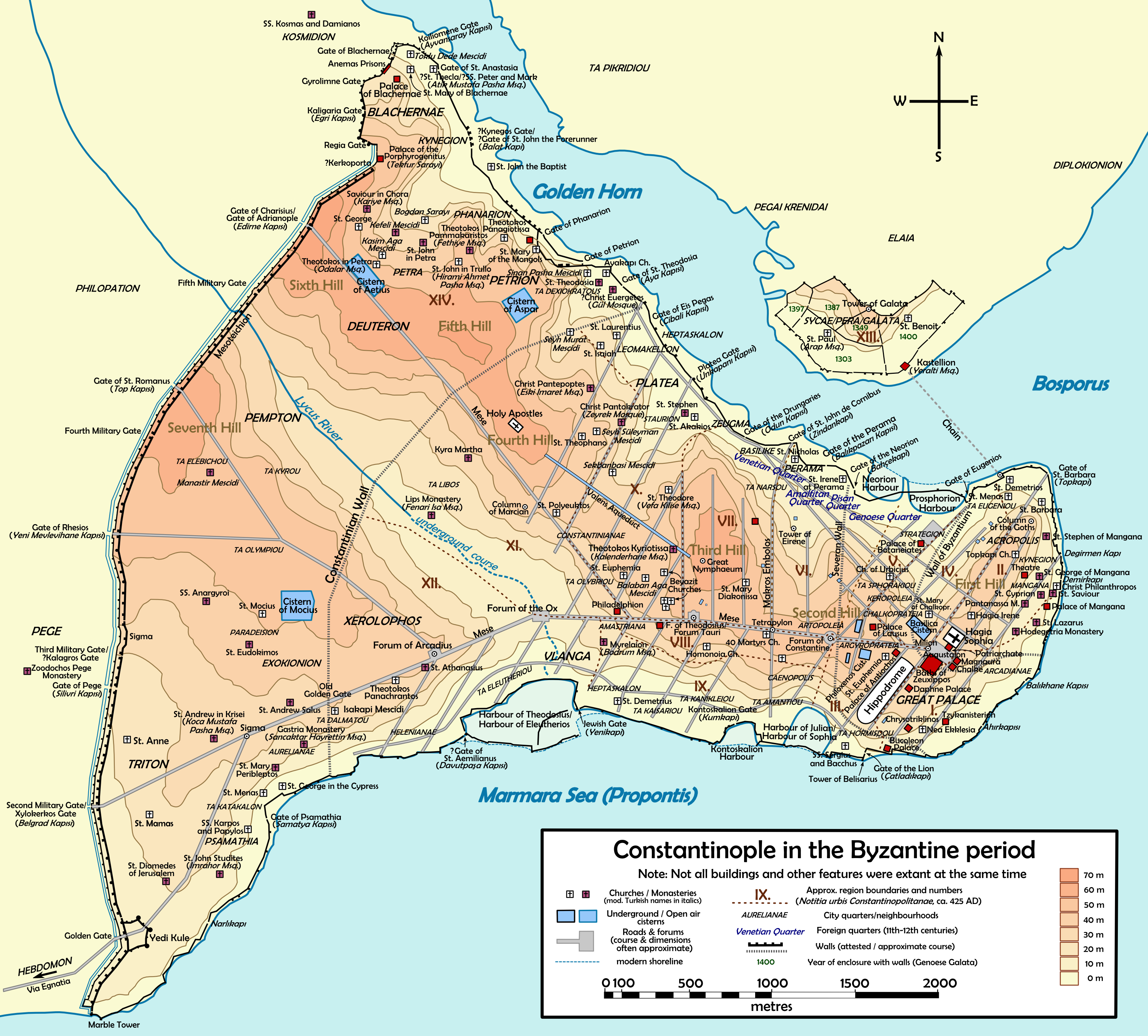
نقشه قسطنطنیه در دوران امپراتوری بیزانس

### اولین حمله به قسطنطنیه و بر تخت‌نشینی آلکسیوس آنجلیوس
در اول اکتبر ۱۲۰۲ ناوگان صلیبیون و ونیزی‌ها متشکل از ۴۸۰ کشتی در میان شور مردم و کشیشان به راه افتاد.
در ۲۰ آوریل ۱۲۰۳ م، صلیبیون به سمت جزیره کورفو حرکت کردند و در آنجا منتظر رسیدن آلکسیوس آنجلیوس شدند. ابتدا روابط با یونانی‌های جزیره خوب بود، اما وقتی اهالی جزیره از نیت صلیبیون آگاه شدند، روابط تغییر کرد. به محض آن که مدعیان امپراتوری به کورفو رسیدند، بیزانسی‌ها حمله به کشتی‌های ونیزی را آغاز کردند. صلیبیون در پاسخ جزیره را ویران کردند.
پاپ اینوست سوم که قبلاً با آلکسیوس دیدار و به درخواست وی جواب رد داده بود، به بونیفاس طی نامه‌ای اعلام کرد که ارتش صلیبی نباید خود را درگیر نقشه‌های آلکسیوس کند. اما وقتی پاپ مطلع شد که ارتش صلیبی از فرمانش سرپیچی کرده‌اند، خشمگین شد و نامهٔ شدیداللحنی برای صلیبیون نوشت و آن‌ها از سفر به بیزانس منع کرد.

مبادا در میان شما به بهانه آن که یونانی‌ها از مقام پاپ اطاعت نکردند، یا اینکه امپراتور قسطنطنیه برادرش را عزل و نابینا کرده و امپراتوری را غصب نموده‌است، عجولانه تصمیم بگیرد که می‌تواند سرزمین آن‌ها را تصرف یا غارت کند.

Madden، The Fourth Crusade، ۱۰۲.
اما بدون توجه به نامهٔ پاپ، ناوگان صلیبی بدون مقاومت در دریای مرمره و اژه به پیش می‌راند. ۲۳ ژوئن وارد تنگهٔ بسفر شد و در آنجا بود که برای اولین بار عظمت قسطنطنیه و حصارهای عظیم آن را مشاهده کردند، که خارج از تصور صلیبیون بود. صلیبیون که ضروری نمی‌دیدند بلافاصله به شهر حمله ببرند، در تنگه اردو زدند و منتظر شورش مردمی مورد انتظارشان نشستند، تا به این ترتیب امپراتور غاصب را سرنگون کنند؛ اما چنین نشد بنابراین منتظر فرصت مناسب شدند. آن‌ها قبل از حمله به شهر، با سلیمان دوم، سلطان سلاجقه روم، توافق صلحی منعقد کردند و قرار بر آن شد که پس از پایان یافتن نبرد در قسطنطنیه، سلجوقیان اجازه عبور نیروهای صلیبی را از مرزهای خود به سمت اورشلیم دهند و علاوه بر آن سلاجقه متعهد شدند در جنگ علیه قسطنطنیه به نفع بیزانس دخالت نکنند.
پس از ۱ هفته انتظار، اتفاقی در شهر نیفتاد؛ بنابراین انریکو داندلو و بونیفاس مونفروا، همراه با کشتی نزدیک شهر شدند. وقتی به دیوارهای شهر رسیدند، آلکسیوس جوان را نشان دادند و با صدای بلند، حسن‌نیت خود را اعلام کردند. اهالی شهر بر فراز دیوار شهر، با هو کشیدن، فریاد و اهانت‌های زشت و پرتاب سنگ به آن‌ها پاسخ دادند. این‌چنین تصورات صلیبیون نسبت به راحتی تسلط بر قسطنطنیه از بین رفت و بار دیگر صلیبیون را در تنگنا قرار داد؛ زیرا قرارداد حمل و نقل صلیبیون به پایان رسیده بود و صلیبیون هنوز نتوانسته بودند بدهی خود را پرداخت کنند.
۵ ژوئن کشتی‌های صلیبی از تنگه گذشتند و شوالیه‌ها به حومهٔ گالاتا حمله کردند. هرچند سربازان بیزانس بیشتر بودند، اما کارایی نیروهای صلیبی را نداشتند، لذا گالاتا، که با زنجیر در برابر حملات کشتی‌ها محافظت می‌شد، بی‌درنگ سقوط کرد و کشتی‌های ونیزی بندر را اشغال کردند. چند روز بعد، در ۱۸ ژوئیه، صلیبیون حملاتی دوجانبه به سمت شمال غربی شهر را آغاز کردند. شوالیه‌ها سوار بر اسب‌هایشان حملهٔ خود را بر بخش کوچکی از دیوارهای سمت خشکی متمرکز کردند و ونیزی‌ها با تبدیل کشتی‌هایشان به ادوات محاصره، دیوارهای سمت دریا را هدف قرار دادند. با وجود این حملات، نیروهای صلیبی در برابر گارد وارنگیان نتوانستند مقاومت کنند و مجبور به عقب‌نشینی شدند. اما ونیزی‌ها با شجاعت و درایت داندولو توانسند به ساحل برسند و زیر باران تیر و سنگ تا قسمت‌هایی از دیوار پیشرفت کنند و بیست و پنج برج را تصرف کنند. سپس داندولو با آتش گرفتن ساختمان‌های مجاور سدی از آتش ایجاد کرد و جلوی ضدحمله بیزانسی‌ها را گرفت. با این حال در پایان همه مهاجمان صلیبی و ونیزی عقب نشستند. آلکسیوس سوم، امپراتور بیزانس، که از لحاظ سیاسی شکست خورده بود و خشم مردم را با وجود برتری تعدادی نیروهایش برانگیخته بود، هنگام شب از شهر گریخت تا دوباره ایزاک دوم به حکومت برسد. ایزاک در بدو در اختیار گرفتن حکومت، فرستاده‌هایی به نزد صلیبیون فرستاد تا خبر حوادث پیش آمده به سمع نظر صلیبیون برسانند. صلیبیون از اینکه دوباره ایزاک به حکومت برسد و مطالبات آن‌ها را تأیید نکند، نگران بودند؛ بنابراین نمایندگان خود را همراه با قراردادی که آلکسیوس آنجلیوس امضا کرده بودند، به دربار فرستادند و از ایزاک خواستند آن‌ها را تأیید کند. ایزاک با وجود عدم میل باطنی، آن را پذیرفت و پس از چند روز آلکسیوس آنجلیوس وارد شهر شد و در ۱ اوت ۱۲۰۳ به عنوان آلکسیوس چهارم تاجگذاری کرد و همزمان با پدرش ایزاک، امپراتور شد.

### فرمانروایی کوتاه آلکسیوس چهارم

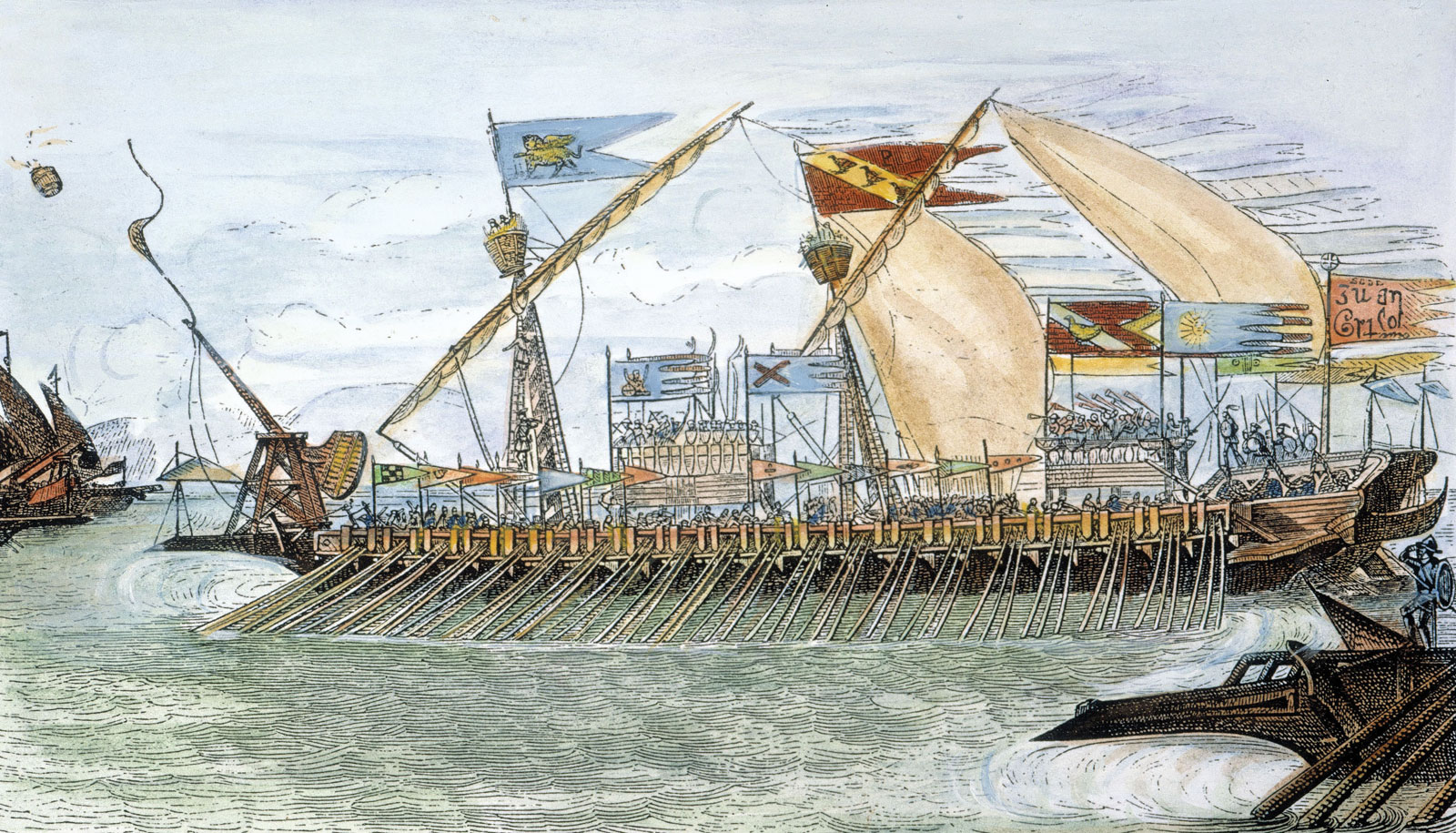
حمله نیروهای صلیبی به قسطنطنیه در سال ۱۲۰۳

با شروع حکومت آلکسیوس چهارم برای اولین بار دروازه‌های شهر به روی ارتش صلیبی باز شد. آلکسیوس نیمی از آنچه وعده کرده بود را پرداخت و قرار شد بقیه را نیز به صورت اقساطی پرداخت کند. وی به مابقی وعده‌های خود عمل کرد و طی نامهٔ به پاپ اینوست، اطلاعات و فرمانبرداری خود را از کلیسای کاتولیک اعلام کرد و همچنین طی نامهٔ دیگر، به سلطان مصر، العادل، یادآور شد که به همراه صلیبیون، قصد دارد سرزمین‌هایی را که قبلاً تحت سیطره مسیحیان بودند، بازپس ستاند. اما به تدریج، آلکسیوس در پرداخت مابقی بدهی خود عاجز ماند؛ بنابراین دست به مصادرهٔ اموال عمویش، الکسیوس سوم، بیرون آوردن جواهرات داخل مقابر امپراتوران قبلی و غصب جواهرات و ظروف ارزشمند کلیسا روی آورد؛ اما این اقدامات وی سبب شد، تا با واکنش شدید مردم روبه‌رو شود. آلکسیوس که نمی‌خواست هم شورشی مردمی علیه وی صورت بگیرد و هم اعتماد صلیبیون را از دست بدهد، طی پیشنهادی به رهبران صلیبی، از آن‌ها تقاضا کرد که زمستان را در شهر بمانند تا در فصل کشتیرانی، بدهی خود را پرداخت کند. با وجود مخالفت‌های اولیه، صلیبیون سرانجام تقاضای امپراتور بیزانس را پذیرفتند.
اما به مرور زمان، با توجه به سخنان مشاوران آلکسیوس، وی تصمیم گرفت که بیش از این مقدار به صلیبیون پرداخت نکند؛ بنابراین در اوت ۱۲۰۳، ارتباطات خود را قطع کرد و پرداخت اقساط را هم ادامه نداد. اما صلیبیون پس از این اتفاقات به صورت متفرق اقدام به غارت بناها از جمله کلیساها می‌کردند که در یکی از غارت‌ها، آتش‌سوزی بزرگی اتفاق افتاد و خسارات فراوانی به شهر وارد کرد. در نوامبر ۱۲۰۳، رهبران صلیبی دریافته بودند که نمی‌توانند طلب و پول خود را بگیرند؛ بدین سبب نمایندگانی به دربار قسطنطنیه فرستادند، تا خدمت بزرگ و وعده‌های قطعی آلکسیوس را یادآور شوند. نمایندگان از امپراتور خواستند که به قول خود عمل کند و در غیر این صورت، تمام توان خود را صرف گرفتن طلب خود خواهند کرد، که با پاسخ منفی امپراتور جوان روبه‌رو شدند. آلکسیوس که در بیرون راندن صلیبیون نیز عاجز بود، با اعتراض مردم روبه‌رو شد که خواهان امپراتور جدیدی برای حل مشکلات شدند. آن‌ها ابتدا نیکلا کنیباس و در ادامه دوکاس مورتسوفلوس را انتخاب کردند. مورتسوفلوس توانست قبل از صلیبیون، طی کودتایی امپراتور جوان را زندانی و خود به عنوان امپراتور جدید با عنوان آلکسیوس پنجم تاج‌گذاری کرد.

### جنگ با مورتسوفلوس

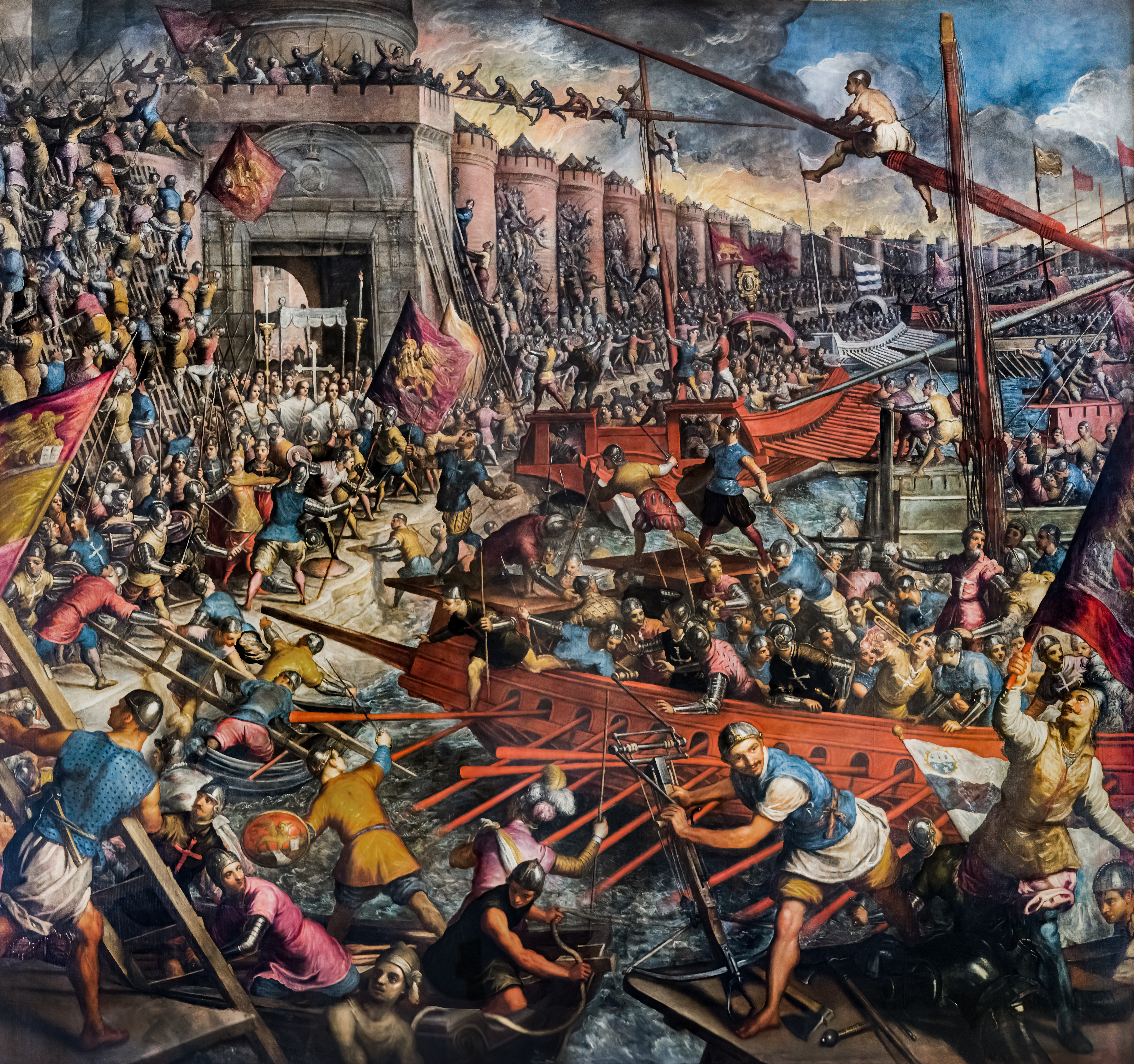
فتح قسطنطنیه در سال ۱۲۰۴ بدست نیروهای صلیبی

مورتسوفلوس پس از کودتا، در ۵ فوریه ۱۲۰۴، به عنوان آلکسیوس پنجم، تاجگذاری کرد. وی در ابتدای کار، برای خلاصی از صلیبیون، حمله‌ای علیه آن‌ها ترتیب داد؛ اما با وجود برتری اولیه، سرانجام شکست خورد و تن به مذاکره با انریکو داندلو داد. این دو پس از چند روز همدیگر را ملاقات کردند، تا راه‌حل مسالمت‌آمیزی برای مشکل موجود پیدا کند. انریکو، آلکسیوس پنجم را مطلع ساخت که صلیبیون هرگز وی را به رسمیت نمی‌شناسند و از وی خواست تا آلکسیوس چهارم را آزاد کند، تا وی بتواند به قول خود عمل کند و بدهی‌اش را بپردازد، که مورتسوفلوس با درخواست وی مخالفت کرد و برای از بین رفتن بهانهٔ صلیبیون، فردای آن روز دستور داد تا آلکسیوس را اعدام کنند.
با مرگ آلکسیوس، بهانهٔ آن‌ها برای باقی ماندن در قسطنطنیه از بین رفت. ماه مارس سربازان عادی تقاضای گذر به سرزمین مقدس را می‌کردند و رهبران صلیبی براساس سوگند یاده شده موظف بودند امکانات حمل‌ونقل آن‌ها را فراهم کنند، اما نمی‌توانستند. رهبران صلیبی برای کرایهٔ کشتی از ونیزی‌ها که قرارداد آن را آلکسیوس چهارم امضاء کرده بود و وجه آن را نپرداخته بودند، پولی نداشتند. آذوقه آن‌ها نیز اندک بود، چرا که آن‌ها حومهٔ شهر را تا مایل‌ها غارت کرده بودند؛ بنابراین بونیفاس مونفروا دوست نداشت قسطنطنیه را بدون هیچ دستاوردی رها کند و آن را به مورتسوفلوس بسپارد؛ بنابراین بونیفاس با کمک اسقفان و راهبان همراه با ارتش، اعلام کردند که مورتسوفلوس قاتل است و شایستگی لازم برای اداره حکومت ندارد و همچنین مردم بیزانس با پذیرش او، در واقع با او، همدست شده بودند. علاوه بر آن، کلیسای یونان از فرامین کلیسای رم سرپیچی کرده بود. بدین ترتیب بهانه لازم برای جنگ علیه قسطنطنیه فراهم آمد.
صلیبیون با ناوگان خود، آماده حرکت به سمت اسکله قسطنطنیه شدند. صلیبیون با در نظر گرفتن ضعف قسمت شاخ طلایی، حملات خود را در هشتم آوریل از این قسمت آغاز کردند. اما باد شدید سبب شد تا کشتی‌های صلیبیون نتواند در نزدیک دیوار بماند و صلیبیون با تحمل تلفات زیاد، عقب‌نشینی کردند. با اولین عقب‌نشینی، روحیه صلیبیون بیش از پیش پایین آمد و حتی آن‌ها اعلام کردند که دیگر حاضر به ماندن در بیزانس نیستند؛ اما با سخنرانی بونیفاس و داندلو، ارتش متقاعد شد تا بار دیگر براساس نقشه داندلو، کشتی‌ها به صورت دوتایی به هم بسته شوند، تا فشار بیشتری وارد کنند و حملهٔ دیگری به قسطنطنیه بکنند.
در ۱۱ آوریل، سربازان به مراسم عشای ربانی فراخوانده شدند و طی آن روحانیون با خطابه‌های آتشین سعی بر تهییج نیروهای صلیبی داشتند و اعلام کردند که بیزانسی‌ها کافرانی بیش نیستند؛ بنابراین در ۱۲ آوریل ۱۲۰۴، نیروهای صلیبی بار دیگر به قسطنطنیه حمله بردند. تقریباً در سراسر روز نبرد ادامه یافت، اما چیزی عاید صلیبیون نشد. با اینکه صلیبیون توانسته بودند چند قلعه را بر فراز دیوارها تسخیر کنند، اما چنان در محاصره بیزانسی‌ها بودند که قادر به پیشروی نبودند. اما گروه کوچکی از صلیبیون توانستند از پشت نیروهای بیزانس وارد شهر شوند و پس از حمله‌ای غافلگیرانه از پشت، نیروهای بیزانسی را فراری دادند تا جبهه پشت مدافعان شهر خالی شود. این‌چنین ارتش بیزانس به مرور به هزیمت رفت. با فرار ارتش اصلی، مورتسوفلوس فقط می‌توانست به گارد وارنگیان تکیه کند، اما این کافی نبود. مردم نیز دیگر به وی برای مقابله با صلیبیون کمک نمی‌کردند و درصدد تسلیم شهر به بونیفاس بودند. مورتسوفلوس که دیگر به تنهایی قادر به دفاع از شهر نبود، گریخت تا صلیبیون کنترل شهر را در دست بگیرند.

### تاراج قسطنطنیه و پایان نبرد
کسانی که قرار بود به مسیح خدمت کنند نه به خود، کسانی که باید علیه کافران شمشیر می‌زدند، شمشیر خود را به خون مسیحیان شسته‌اند. آن‌ها نه ملاحظهٔ دین مردم را کرده‌اند، نه جنس و نه سن‌شان. راهبه‌ها و زنان سالخورده را در معرض پلیدی‌های سربازان خود قرار داده‌اند و در ملأ عام مرتکب فسق و زنا شده‌اند.

Madden، The Fourth Crusade، ۱۹۸.
بامداد ۱۳ آوریل، بونیفاس هیئتی از افراد بلند مرتبه و روحانیون را به حضور پذیرفت، که شهر را به وی تقدیم کردند. پس از کنترل شهر، صلیبیون به غارت شهر پرداختند، که این غارت ۳ روز طول کشید و سبب شد تا تمام اشیای باستانی یونانی-رومی دزدیده شود یا از بین برود و فقط تعداد معدودی از آن‌ها شامل چهار اسب برنزی و قسمتی از جسد منسوب به جان باپتیست، به دستور انریکو داندلو به ونیز فرستاده شد. مابقی اشیای باقی مانده برنزی همچون مجسمه‌ها، تندیس و ظروف که میراث هنر یونانی-رومی بودند، طی دوره امپراتوری لاتین ذوب شدند، تا برای ضرب مسکوکات جدید به کار روند. بسیاری از شهروندان بیزانسی کشته و تمامی اموال آن‌ها دزدیده شد. صلیبیون در عبادتگاه‌ها به محراب‌ها حمله‌ور شدند، اشیاء مقدس را ربودند و تمامی تمثال‌های از جنس نقره و سنگ‌های قیمتی را از بین بردند و نان و شراب تبرک‌شده و خون ارزشمند را آلوده کردند.
طبق منابع، صلیبیون از غارت شهر، ۹۰۰ هزار مارک نقره بدست آوردند، که آن را بین خود تقسیم کردند. ونیزی‌ها ۱۵۰ هزار مارک و صلیبیون ۵۰ هزار مارک بدست آوردند و مابقی مبلغ بین نیروهای عادی صلیبی و شوالیه‌ها تقسیم شد.
علاوه بر تاراج و غارت شهر، نیروهای فاتح شهوت جنسی خود را با زنان تسلیم شده قسطنطنیه ارضا کردند. به طوری که زنان در معابر عمومی همچون خیابان و میدان‌ها و حتی در کلیساها مورد تجاوز قرار گرفتند. به زنان پیر و سالخورده نیز هتک حرمت شد و آن‌ها را در معابر لخت‌کردند؛ و مردانی که برای محافظت از زنان مقاومت می‌کردند، با بی‌رحمی کشته می‌شدند و مابقی مردان نیز به دلایل نامعلومی به قتل رسیدند.
تاراج قسطنطنیه به عنوان یکی از پر سودترین تاراج‌های تاریخ ذکر شده‌است. اگرچه غارت کردن شهری که در مقابل فاتحان ایستادگی می‌کرد، از لحاظ اصول اخلاقی قرون وسطا قابل قبول بود، اما روشن است صلیبیون چیزی بیش از غارت و تاراج انجام دادند. آن‌ها برخلاف سوگند خود و تهدید تکفیر کلیسا، بی‌شرمانه و حساب شده پرستشگاه‌های مسیحی بیزانس را مورد تجاوز قرار دادند و هرچه که به دستانشان می‌رسید را نابود می‌کردند. وقتی پاپ اینوست سوم از رفتار صلیبیون مطلع شد، دچار شرم و خجالت شد و قویاً آن‌ها را سرزنش کرد.

### سرنوشت افراد درگیر در جنگ
در طی این غارت و حوادث پس از آن، چندین شخصیت اصلی و مهم یونانی و بیزانسی کشته یا تبعید شدند. در ابتدا آلکسیوس سوم به آلکسیوس پنجم خیانت کرد و اسباب قتل و مرگ وی بدست لاتینی‌ها را فراهم نمود، با این حال خود پس از مدتی بدست بونیفاس دستگیر و به جنوب ایتالیا تبعید شد و سرانجام در ۱۲۱۱ میلادی کشته شد. به غیر از تعداد اندکی از صلیبیون به هدف اصلی خود، یعنی رسیدن به سرزمین مقدس در شام، رسیدند؛ مابقی پس از پایان غارت قسطنطنیه، رهسپار شهر و خانه خود شدند. انریکو داندولو سالخورده و بیمار پس از پایان یافتن جنگ چهارم در مه ۱۲۰۵ در ونیز درگذشت و در ۴ سپتامبر ۱۲۰۷، بونیفاس بر اثر کمین بلغارها کشته شد.

## جنگ صلیبی چهارم در شام
گروهی از صلیبیون از جمله سیمون مونتفورت، پنجمین ارل لستر و رنارد دوم از دمپیر آستنیوس از نیروهای اصلی جدا و مستقیماً از جانب بندرهای ایتالیا عازم اراضی مقدس شدند. اعمال و اقدامات آن گروه هرچند در قیاس با محاصره و نبرد قسطنطنیه از منظر نظامی موفقیت کمتری داشت، اما بسیار آبرومندانه‌تر از آن بود. به‌طور عام تصور می‌شود که تعداد نیروهای اعزامی به شام طی جنگ صلیبی چهارم در سال ۱۲۰۳ بسیار اندک هستند، اما حضور و اقدامات آن‌ها به ثبات پادشاهی اورشلیم کمک شایانی کرد و حتی منجر به گسترش اراضی پادشاهی اورشلیم شد. تحقیقات جدید نشان می‌دهد که بیش از نیمی از شوالیه‌هایی که در ایل-دو-فرانس صلیب برداشتند، به عکا رسیدند که این خود نشان می‌دهد در حدود ۳۰۰ شوالیه به‌علاوه تعداد زیادی از سربازاان پیاده و دیگر نیروها به اراضی مقدس رفتند.
با حضور نیروهای جدید، وضعیت الهتاب‌آوری در منطقه به‌وجود آمد که مهم‌ترین آن جنگ جانشینی انطاکیه بود. آتش این جنگ که مدتی میان آن وقفه افتاده بود، با حمله و هجوم ناگهانی شاه لئو یکم شاه کیلیکیه، دوباره برافروخته شد. وقوع این حادثه در چی آن بود که گروهی از نیروهای ارمنی اقدام به یورش به جسیر حدید در نزدیکی انطاکیه کردند. هرچند فرماندهان و حکام محلی سعی داشتند که این موضوع را قبل از ورود و مداخله صلیبیون حل کنند، اما کارساز نشد و در آخر نماینده پاپ ،سوفردو، پادشاه اورشلیم و قبرس، آیمری، رهبران فرقه‌های شوالیه‌های معبد و هوسپیتالر و حکام و بارون‌های محلی در این موضوع وارد شدند. با این حال تلاش برای دستیابی به صلح به بن‌بست گرایید و جنگ تا پیروزی بوهموند چهارم انطاکیه به‌همراه متحدانش ادامه یافت.
با توافق صلح میان پادشاهی اورشلیم و ایوبیان که جنگ میان این دو را به پایان رسانده بود، برای صلیبیون منطقی به‌نطر نمی‌رسید که مجدداً جنگ جدیدی علیه ایوبیان آغاز کنند. با این حال این توافق بیشتر معطوف به مناطق جنوب شرقی و جنوبی پادشاهی بود، نه شمال؛ چراکه در این زمان کنت‌نشین تریپولی و نیروها و شوالیه‌های هوسپیتالر در مناطق شمالی با پادگان‌های مرزی ایوبیان برخوردهایی با شدت کم داشتند. در ۱۶ مه ۱۲۰۳، این برخوردهای کوچک منجر به درگیری بزرگی در منطقه بعرین میان نیروهای هوسپیتالر و نیروهای تریپولی در یک سمت با نیروهای ایوبی بعلبک در سمت دیگر شد که با پیروزی مسلمانان همراه بود. پس از آن نیز برخورد دیگری در ۳ ژوئن میان نیروهای مسلمان و مسیحی رخ داد که با پیروزی مجدد مسلمانان همراه بود.
پس از این شکست نیروهای هوسپیتالر، فرماندهان باواسطه از حاکم ایوبی حمص تقاضای صلح کردند، که با جواب منفی وی روبه‌رو شدند. حقیقت آن است که نیروهای صلیبی خواهان مبارزه با نیروهای ایوبی بودند اما درگیری بوهموند با لئو یکم سبب شد تا آن‌ها دست به اقدامی در مواجهه با نیروهای ایوبی نزنند. پس از آن بود که نیروهای صلیبی هرکدام به پشتیبانی جبهه میان بوهموند و لئو یکم رفتند. با این حال افرادی رنارد دوم که بتازگی از اروپا آمده بودند، دست به تهاجمات جدا و مستقل علیه مسلمانان زدند. رنارد در نخستین گام به لاذقیه حمله برد. وی که تصور می‌کرد از نیرو و نفرات کافی برای تسخیر شهر برخوردار است، در مواجهه با نیروهای مسلمان شکست خورد. خود رنارد اسیر شد و تعداد زیادی از نیروهایش کشته یا اسیر شدند. با این حال در اواخر سال ۱۲۰۳، رنارد و به‌همراه مابقی فرماندهان اسیر و تعدادی از شوالیه‌ها، بعد از پرداخت پول توسط نیروهای هوسپیتالر آزاد شدند و به پادشاهی بازگشتند. پس از آن با صلح میان مسلمانان و نیروهای هوسپیتالر موافقت شد.
با رسیدن سال ۱۲۰۴، زمان صلح میان ایوبیان و پادشاهی اورشلیم به‌پایان رسید و در نخستین گام کشتی‌های صلیبی از طریق دلتای نیل به شهر فوه یورش بردند و در جواب این حمله، نیروهای دریایی ایوبیان نیز ظاهراً بدون اجازه العادل، سلطان ایوبی، در سواحل قبرس به کشتی‌های حامل سلاح و تدارکات صلیبیون حمله بردند و حمله صلیبیون را تلافی کردند. درگیری‌ها در دریا و خشکی ادامه داشت تا آن‌که آیمری، پادشاه قبرس و اورشلیم، رسماً در ۱۰سپتامبر اعلام داشت که عهدنامه صلح با مسلمانان به پایان رسیده‌است؛ بنابراین اکثر نیروهای خود را به سمت الجلیل روانه ساخت. آنچه مشخص است این است که العادل می‌خواست از مقابله روبه‌رو با صلیبیون اجتناب کند بنابراین دوباره آمادگی خود را برای برقراری صلح مجدد در عوض واگذاری مقداری اراضی اعلام کرد. با این حال حمله ناگهانی صلیبیون به حما و شکست از نیروهای مدافع شهر سبب شد تا دوباره صلح دیگری میان صلیبیون و ایوبیان به امضا برسد که طی آن ایوبیان اراضی همچون یافا، رمله، ناصره و صیدا را به صلیبیون واگذار کرد. این نبردها گرچه برای صلیبیون تاحدودی موفقیت‌آمیز بود اما این موفقیت ناشی از ضعف ایوبیان بود، نه قدرت صلیبیون. با این حال دستاوردهای این نبرد به واسطه اقدامات دیگر صلیبیون در قسطنطنیه مغفول ماند.

## پیامدهای جنگ صلیبی چهارم

### تقسیم امپراتوری بیزانس و تأسیس امپراتوری لاتین

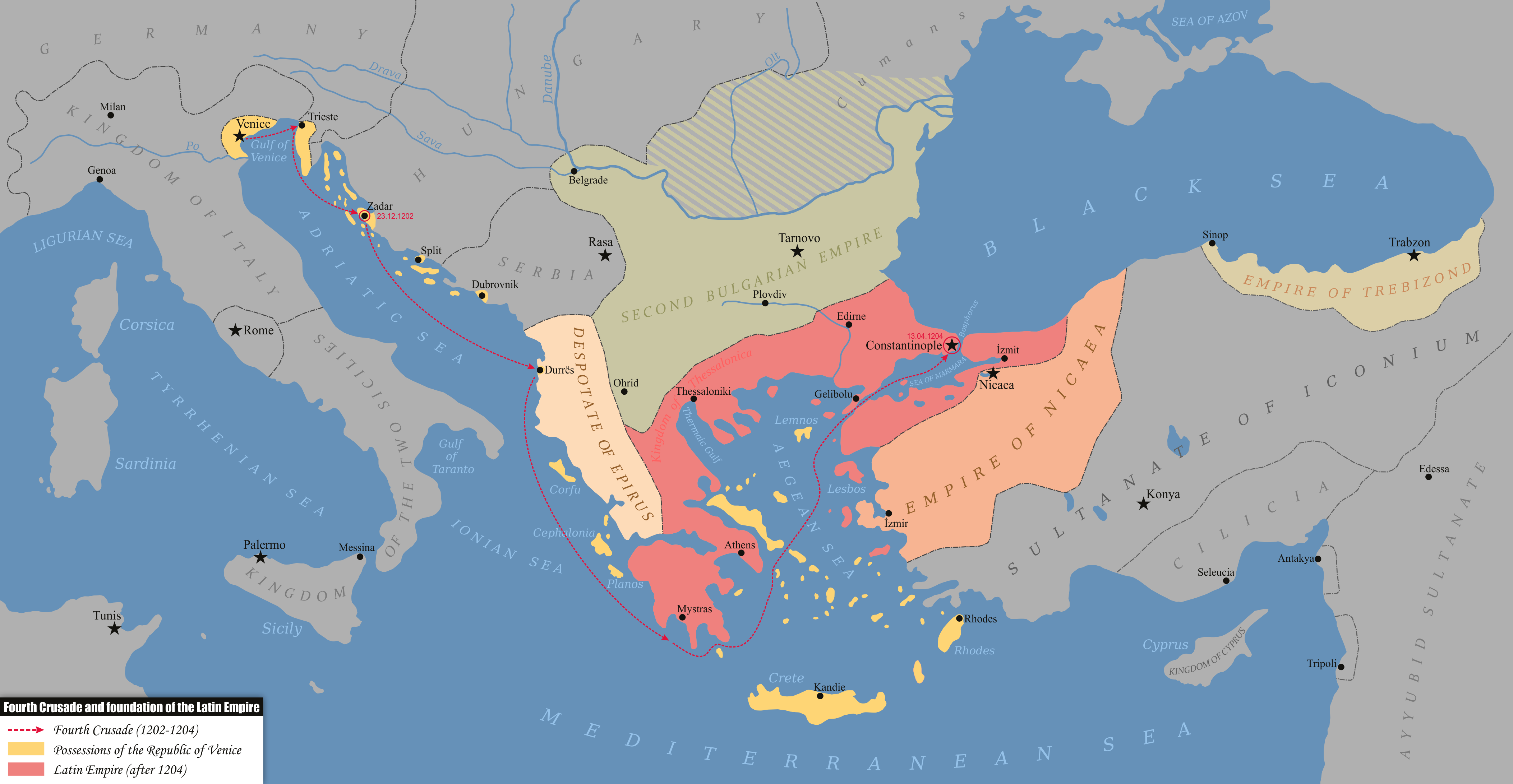
تقسیم امپراتوری بیزانس در پی جنگ صلیبی چهارم، ۱۲۰۴ میلادی

پس از جنگ صلیبی چهارم، امپراتوری بیزانس به تعدادی دولت کوچک تحت حکومت بارون‌های صلیبی و امرای بیزانسی تجزیه شد. یکی از آن‌ها امپراتوری جدیدالتأسیس قسطنطنیه، موسوم به امپراتوری لاتین، بود که به رهبری بالدوین، کنت فلاندر، در مقام امپراتور، اداره می‌شد. ونیزی‌ها پس از پایانی یافتن جنگ، طبق توافق با امپراتوری لاتین، بر سه هشتم قلمرو بیزانسم مسلط شدند.
با این حال امپراتور جدید قلمرو لاتین با مشکلات جدید و دشواری همچون ایالات یونانی امارت اپیروس و امپراتوری نیقیه و نیز امپراتوری بلغار و امپراتوری سلجوقیان رو به رو شد. دردسرهای ایالات یونانی بیش از دیگران بود، زیرا که آن‌ها علاوه بر جنگ با امپراتوری لاتین، با خود نیز درگیر جنگ و منازعه شدند، که بیش از پیش به قدرت امپراتوری لاتین ضربه می‌زد.
در سال ۱۲۰۵، کالویان، رهبر بلغارها، توانست صلیبیون لاتین را به کمک سواره نظام سبک خود، کومان‌ها، شکست دهد و در سال بعد از آن، امپراتور بالدوین، شکست سختی از نیروهای بلغار در نبرد آدریانوپل خورد، تا ضعف امپراتوری لاتین بیش از پیش مشخص شود. سرانجام در سال ۱۲۰۵ یا ۱۲۰۶، کالویان، دستور قتل وی را صادر کرد. تعدادی بر این اعتقادند که وی در برجی زندانی شد تا در همان‌جا محکوم به مرگ شود.
برخی از قسمت‌های امپراتوری بیزانس که حفظ شده بودند، توانستند بقای خود را تضمین کنند و سرانجام میخائیل پالایولوگوس از رهبران نظامی یونانی در سال ۱۲۵۹ کنترل امپراتوری نیقیه در آسیای صغیر غربی را به دست آورد و دو سال بعد به کمک ارتش بیزانسی، قسطنطنیه را بازپس گرفت و سلسله جدید پالایولوگی بیزانسی را تأسیس نمود. بدین ترتیب، امپراتوری بیزانس دوباره نجات یافت، اما دیگر قدرت بزرگی در مدیترانه و در برابر ونیز به‌شمار نمی‌رفت. امپراتوری اعاده‌شده، کاملاً از هم جدا و پراکنده بود که شامل قسطنطنیه و سرزمین‌های اطراف آن و مقداری از سرزمین‌های آسیای صغیر و نیز بخشی از تسالونیک می‌شد. این امپراتوری پراکنده تا ۱۹۰ سال پس از بازپس‌گیری، عمر کرد تا اینکه سرانجام در سال ۱۴۵۳ م، با محاصره و حملات ترکان عثمانی به رهبری محمد فاتح به قسطنطنیه، امپراتوری تسلیم شد و برافتاد، تا این دژ مستحکم از بین رفته و راه برای ورود مسلمانان به منطقه شرقی اروپا بازگردد.

#### فرانکوکراتیا و ونیزکراتیا

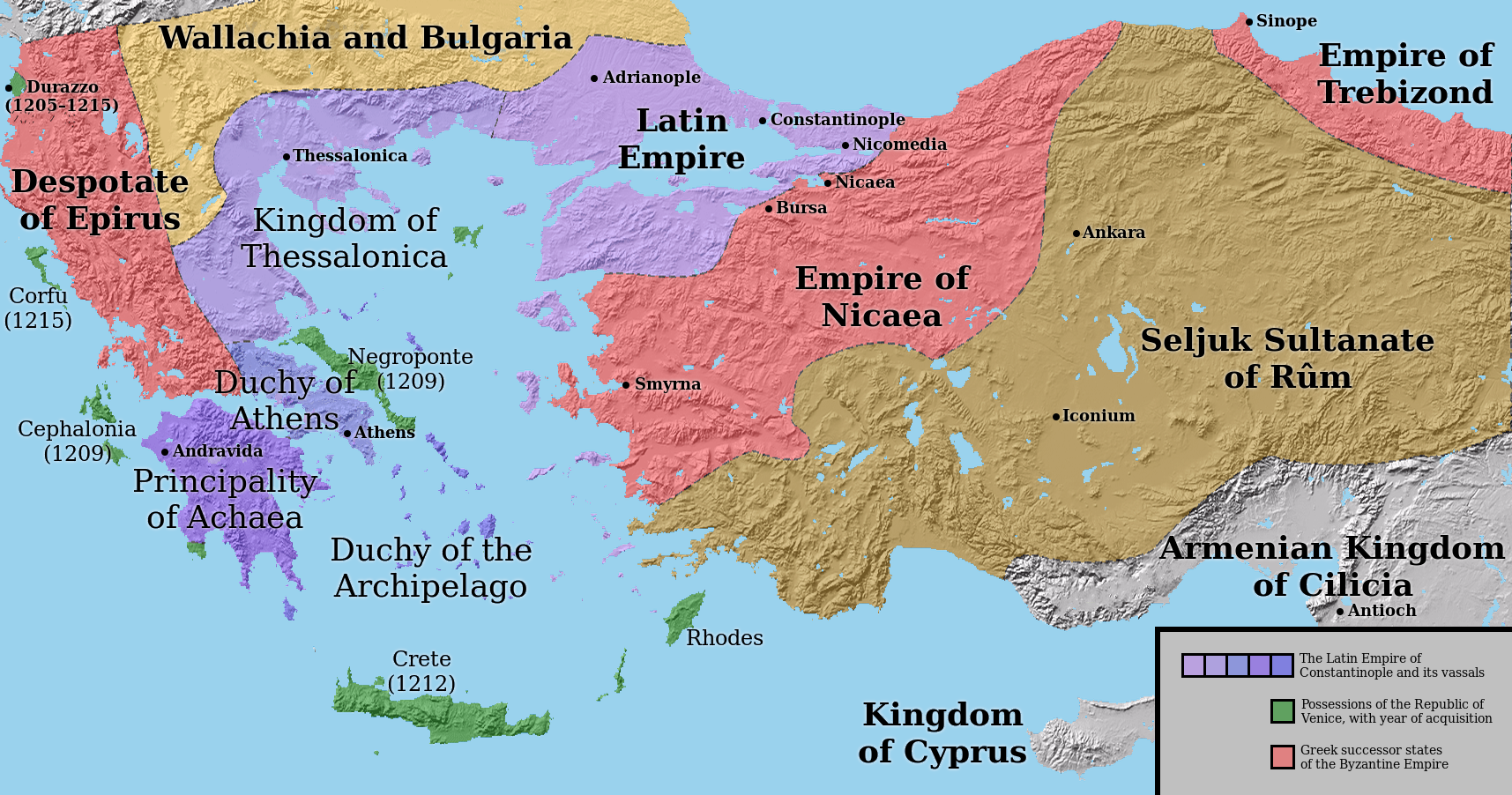
آغاز فرانکوکراتیا: تقسیم امپراتوری بیزانس به قلمروهای متعدد و وابسته به امپراتوری لاتین

علاوه بر تأسیس امپراتوری لاتین در قسطنطنیه و مناطق اطراف آن، پادشاهی‌های کوچک و تابع امپراتوری لاتین و ونیزی‌ها تشکیل گردید:
- دوک‌نشین پلوودیو (۱۲۰۴ - پس از ۱۲۳۰)، که یکی از قلمروهای وابسته به امپراتور در شمال تراکیه تا زمان حمله بلغارها به این قلمرو بود.[۱۴۱]
- لیمنوس، با فرمان امپراتوری لاتین از سال ۱۲۰۷ تحت حکمرانی خاندان ونیزی ناویگایاسو (به لاتین: Navigajoso) با لقب مگادوک (به لاتین: megadux) تشکیل شد و تا زمان فتح مجدد آن توسط بیزانسی‌ها در سال ۱۲۷۸ پایدار ماند.[۱۴۲]
- پادشاهی تسالونیک (۱۲۰۵–۱۲۲۴)، توسط بونیفاس مونفروا در منطقه تسالی و مقدونیه تشکیل و پی‌ریزی شد. حیات اندک این پادشاهی زودگذر توأمان با درگیری‌های مداوم با امپراتوری دوم بلغارستان بود؛ با این حال در نهایت توسط امارت اپیروس فتح شد.[۱۴۳]
- کنت‌نشین سالونا (۱۲۰۵–۱۴۱۰)، به مرکزیت شهر سالونا (یا آمفیسا امروزی)، به‌عنوان یکی از قلمروهای تابع پادشاهی تسالونیک تشکیل شد که بعدها تحت تأثیر آخا قرار گرفت. این قلمرو در اواخر قرن ۱۴ تحت کنترل ناوار و آراگون قرار گرفت، اما پس از آن در سال ۱۴۰۳ طی قراردادی به شوالیه‌های هوسپیتالر فروخته شد. سرانجام در سال ۱۴۱۰ توسط ترکان عثمانی فتح شد.[۱۴۴]
- مارکوسیت بودونیستا (۱۲۰۴–۱۲۲۴)، که همچون سالونا، به‌عنوان یکی از قلمروهای تابع پادشاهی تسالونیک تشکیل شد. این قلمرو نیز همانند سالونا طی قرون بعد تحت تأثیر شاهزاده‌نشین آخا قرار گرفت. در سال ۱۳۳۵، خاندان ونیزی گیروگی کنترل این قلمرو در دست گرفت و تا زمان سقوط آن توسط ترکان عثمانی در دست این خاندان باقی ماند.[۱۴۵]
- شاهزاده‌نشین آخا (۱۲۰۴–۱۳۴۹)، که شامل شبه‌جزیره پلوپونز می‌شد، در سال ۱۲۰۴ به فرمان امپراتوری لاتین تشکیل شد. این قلمرو توانست به‌سرعت مبدل به یکی از قوی‌ترین ایالات و قلمروهای صلیبی شود و حتی توانست پس از سقوط و فروپاشی امپراتوری لاتین برای مدت بیشتر دوام پیدا کند. رقیب و دشمن اصلی این قلمرو، امیرنشین بیزانسی موریا بود که در نهایت توانست در سال ۱۳۴۹ این شاهزاده‌نشین را شکست دهد و بر آن مسلط شود.[۱۴۶]
- دوک‌نشین آتن (۱۲۰۵–۱۴۵۸)، با دو پایتخت و مرکز تبای و آتن که شامل مناطقی همچون آتیک، بویوتیا و تسالی می‌شد، در سال ۱۲۰۵ تشکیل شد. در سال ۱۳۱۱، این دوک‌نشین توسط کمپانی کاتالان فتح شد و در سال ۱۳۸۸ تحت کنترل خاندان فلورانسی آچایولی (به ایتالیایی: Acciaioli) درآمد که این خاندان این قلمرو را تا زمان حمله ترکان حفظ کردند.[۱۴۷]
- دوک‌نشین ناکسوس یا دوک‌نشین مجمع‌الجزایر (۱۲۰۷–۱۵۷۹)، توسط خاندان سانودو که شامل اکثر سیکلادها می‌شد، تشکیل شد. در سال ۱۳۸۳، این دوک‌نشین تحت حاکمیت خاندان کریسپو درآمد و در سال ۱۵۳۷ مبدل به قلمرو تابع عثمانی شد اما سرانجام در سال ۱۵۷۹ به خاک عثمانی ضمیمه شد.[۱۴۸]
- تیرارشی نگروپونته (۱۲۰۵–۱۴۷۰)، به‌عنوان یکی از قلمروهای تابع تسالونیک که شامل جزایر نگروپونته (ائوبویا) می‌شد، در سال ۱۲۰۵ تشکیل شد. این قلمرو پس از تسالونیک تابع شاهزاده‌نشین آخا قرار گرفت. این قلمرو توسط سه بارون که هرکدام بر بخشی حکم می‌راندند، اداره می‌شد. این شیوه حکومت سبب شد تا ونیزی‌ها به‌سهولت قدرت را در این قلمرو تا زمان حمله ترکان عثمانی در دست بگیرند.[۱۴۹]
- ارباب‌نشین خیوس با بند مهم فوچا که در بین سال‌های ۱۳۰۴–۱۳۳۰ تحت کنترل خاندان زاکاریا قرار گرفت و پس از دوران فطرت امپراتوری بیزانس، از سال ۱۳۴۶ تا زمان فتح آن توسط ترکان عثمانی، تحت کنترل کمپانی مائونا دی‌چیو د فوچه‌آ بود.[۱۵۰]
- کرت یا پادشاهی کاندی (۱۲۱۱–۱۶۶۹)، یکی از مهم‌ترین قلمروهای وابسته به جمهوری ونیز در دریای مدیترانه بود که با وجود شورش مکرر یونانیان ساکن آن، تا زمان حمله عثمانی به کرت در دست ونیزی‌ها باقی ماند.[۱۵۱]

### تأثیر جنگ صلیبی چهارم بر کلیسای کاتولیک و جنگ‌های بعدی
جنگ صلیبی چهارم یکی از آخرین نبردهایی بود که توسط پاپ اعلام اما پس از مدتی، هدایت آن از دست وی خارج می‌شد؛ با ادامه اختلافات بین پاپ و مردم عادی و قدرت‌های غیر کلیسایی، جنگ پنجم صلیبی از هم پاشید و جنگ ششم عمدتاً توسط فریدریش دوم، امپراتور مقدس روم، به مصر هدایت شد و طی این جنگ، بار دیگر طبق توافقی، اورشلیم به دست مسیحیان افتاد.
پاپ اینوسنت سوم به تغییر مقصد صلیبیون از هدف خود، یعنی نرفتن به سرزمین مقدس اعتراض نمود اما با تأخیر تصدیق کرد که گرویدن بیزانسی‌های یونانی به مسیحیت لاتینی کار خدا بوده‌است و حتی زمانی که صلیبیون بازگشته از قسطنطنیه، طلا، سکه و جواهرات خود را به رم بردند و آن‌ها را تسلیم پاپ کردند، اینوسنت این اقلام سرقتی از قسطنطنیه را پذیرفت؛ و علاوه بر آن چهارمین شورای کلیسای کاتولیک زیر نظر پاپ، اسقف اعظم کلیسای لاتین قسطنطنیه را به رسمیت شناخت، تا این‌چنین مشروعیت خود را در مناطق ارتدوکس تحکیم کند. در این زمان پاتر یارک کاتولیک مذهب و اهل ونیز در قسطنطنیه منصوب شد تا وظیفه آشتی دادن مسیحیت کاتولیک و ارتدوکسی را جبرا به پیش ببرد. با این حال، عده زیادی استدلال کرده‌اند که که پاپ قطعاً تشخیص می‌داده که ایجاد وحدت میان دو کلیسا با قدرت قهریهٔ وحدت دائمی میان این دو را عملاً ناممکن می‌سازد که پس از چندی، صحت این استدلال‌ها ثابت شد و حکام غربی در حکومت‌های تازه‌تأسیس به جان یکدیگر افتادند؛ از این رو غرب نتوانست امپراتوری لاتین را برای خود نگاه دارد.

### توسعه قدرت جمهوری ونیز

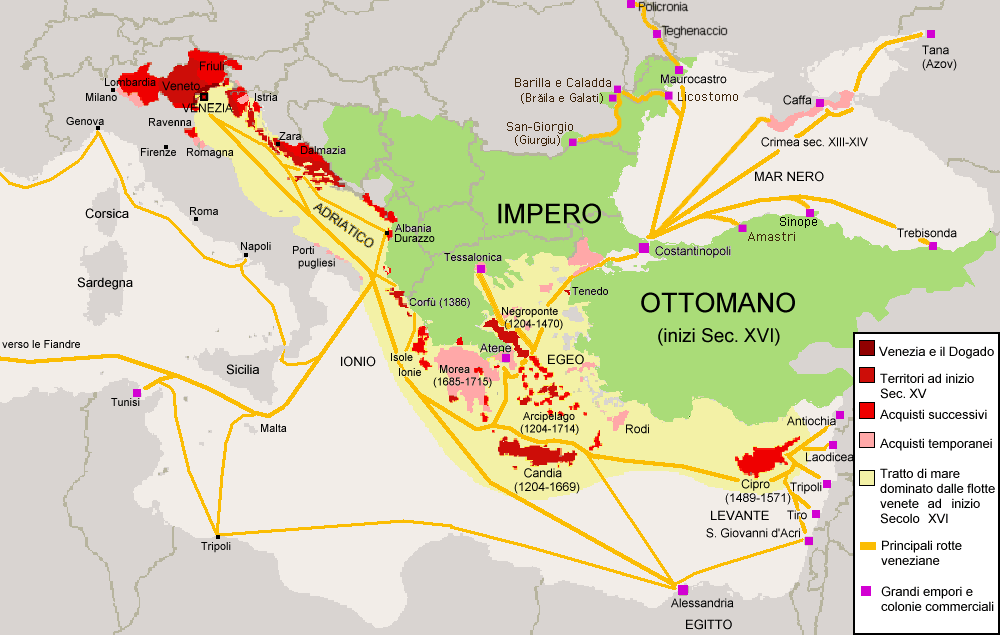
قلمروها و راه‌های دریایی تحت تسلط جمهوری ونیز در سده پانزدهم میلادی

در پی جنگ صلیبی چهارم، جمهوری ونیز سه هشتم قلمرو بیزانس را تسخیر کرد. از جمله این مناطق می‌توان به جزیره کرت (پادشاهی کاندی)، وابیه و خانیا اشاره کرد که بدست ونیز تصرف شدند؛ تا این‌چنین جمهوری ونیز بر دریای مدیترانه و نیز دریای اژه مسلط شود و سیادت بر بازرگانی قسطنطنیه را برای خود تضمین کند. این وضعیت تا ظهور عثمانی در سده ۱۵ و تسلط بر آناتولی و قسطنطنیه، به قوه خود باقی ماند.
با تسلط سیاسی و تجاری ونیز بر دریای مدیترانه و اژه پس از جنگ صلیبی چهارم، این جمهوری توانست طی قرن ۱۳ و ۱۴ میلادی با تجارت خود در سراسر شرق مدیترانه و اروپای شمالی، ثروتی عظیم بدست آورد که این به نوبه خود سبب بالا رفتن سطح زندگی اهالی ونیز و قدرت سیاسی ونیز در اروپا و منطقه شد. هرچند، شکست ونیز در جنگ با جنوا و شورش سن تیتوس، قدرت ونیز را تحت شعاع قرار داد، اما این جمهوری که اکنون در دست شورای ده نفره بود، طی قرن ۱۴ دست به سیاست توسعه‌طلبی بیشتر زد و تا اواخر این قرن، با تأسیس چند مستعمره و پایگاه تجاری در مدیترانه شرقی و دریای سیاه و همچنین ادامه انحصار تجارت با امپراتوری بیزانس، برای خود امپراتوری بازرگانی خلق نمود و همزمان آهنگ بسط سرزمین خود در شمال ایتالیا را کرد.

### انتقال میراث کلاسیک
پس از پایان یافتن جنگ چهارم صلیبی و غارت شهر قسطنطنیه و تشکیل امپراتوری لاتین، فرایند انتقال کتب و منابع ارزشمند یونانی زبان که از دوران یونان کلاسیک تا بیزانس بود، به غرب تشدید شد و طی قرون ۱۳ و ۱۴ دانشمندان و عالمانی همچون ویلیام موربیکی، آثار و متون اصلی یونانی در باب علوم و فلسفه از افرادی همچون ارسطو، ارشمیدس، هرون اسکندرانی و پروکلس لیکایوس را به زبان لاتین، زبان علمی غالب در اروپا، ترجمه کردند تا دستاوردهای علمی و فلسفی یونان و روم باستان به اروپا منتقل شود.
این انتقال دستاوردها طی قرون بعدی سبب تحول در دنیای فکری و هنری اروپا قرون وسطا شد. طی این قرون، اروپا شاهد رشد موسسات آموزشی و طلوع دانشگاه همچون دانشگاه پادووا، رشد تفکرات الهیاتی، احیای قوانین متعلق به روم، تجدید علاقه به فرهنگ باستان یونان و روم، بسط ادبیات به زبان مادری و فوران فعالیت‌های هنری است که عاملی برای پیدایش رنسانس در قرن ۱۵ در اروپا شد.

## ارزیابی‌ها
استیو رانسیمان، قرون‌وسطاشناس برجسته در سال ۱۹۵۴ در باب جنگ صلیبی چهارم نوشت که:
هرگز جنایت بزرگتری نسبت به بشریت بیش از جنگ چهارم وجود نداشت
این‌چنین سخنان و گفتارهایی سبب شد تا دربارهٔ این موضوع، فتح و غارت قسطنطنیه، در محافل آکادمیک و دانشگاهی، اختلاف به وجود بیاید و مواضع سنتی و قدیمی بدست افرادی همچون دونالد کولر و توماس مادن در کتاب تاریخ جنگ صلیبی چهارم (۱۹۷۷) به چالش کشیده شود.
۸۰۰ سال بعد، ژان پل دوم، دو بار از اتفاق افتادن این حادثه متأثر شد و غم و اندوه خود را ابراز کرد. کریستودولوس، اسقف آتن در این مورد نوشت:
غم‌انگیز است که مهاجمانی که برای تأمین امنیت راه‌های شرق منتهی به سرزمین مقدس باید رهسپار شرق می‌شدند، این‌چنین علیه برادران خود عمل کردند.

و در جریان بازدید پاتریک قسطنطنیه، بارتولوموی اول، از واتیکان، ژان پل دوم از وی پرسید که: 
چگونه می‌توانیم در ۸ قرن فاصله و جدایی، درد مشترکی نداشته باشیم؟
 می‌توان این جمله را به کلیسای یونانی ارتدوکس بخاطر قتل‌عام‌هایی که بدست صلیبیون در طی جنگ چهارم صلیبی در نظر گرفت. در سال ۲۰۰۴، در جریان یادبود ۸۰۰ سالگی تسخیر شهر، پاتریک قسطنطنیه رسماً پذیرفته شد و اعلان کردند که روح آشتی قوی‌تر از نفرت است.

### منابع اولیه

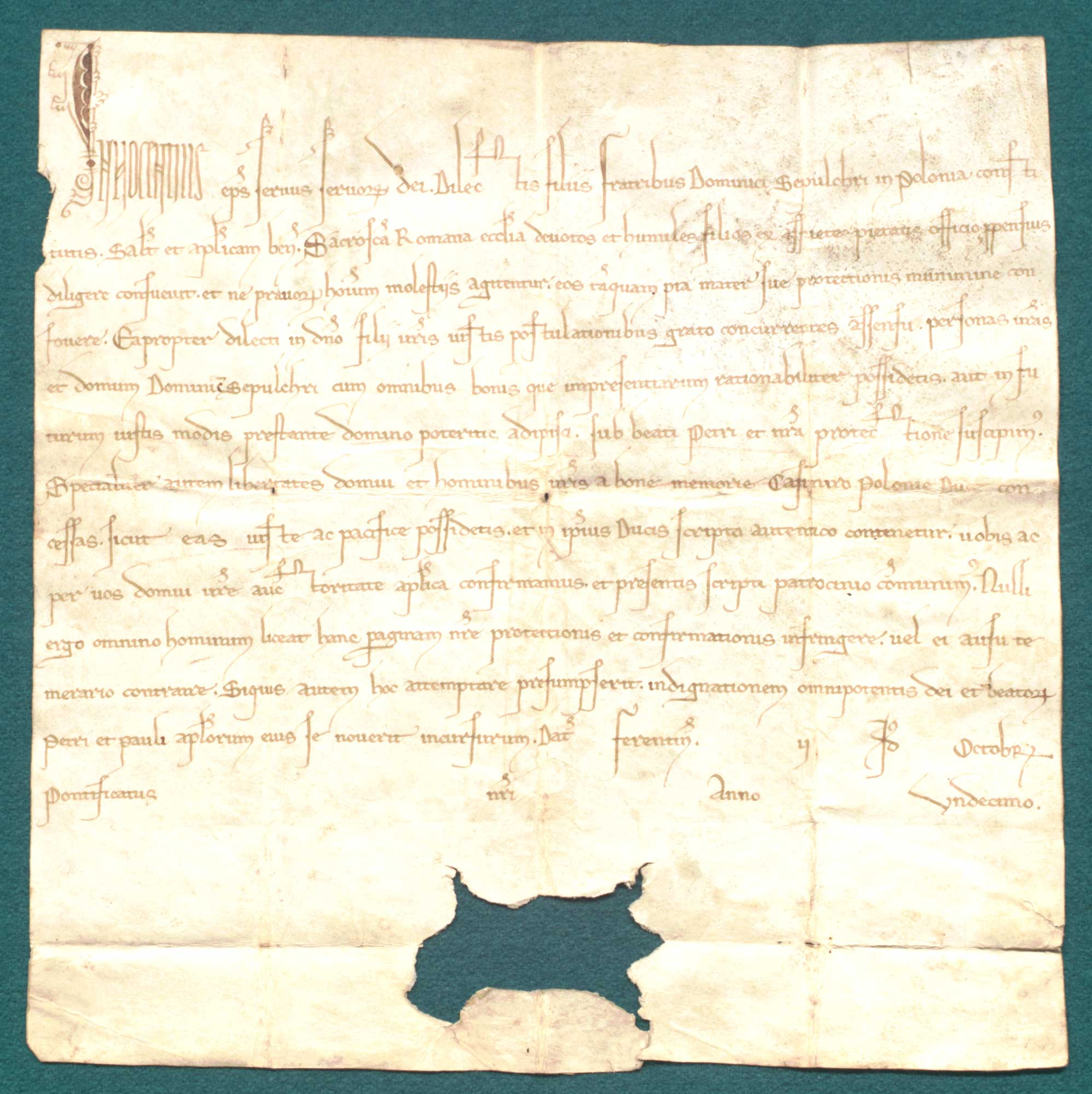
سندی به زبان لاتین مرتبط با پاپ اینوسنت سوم

## منبع‌شناسی